# Léon Walras
Vous lisez un « bon article » labellisé en 2021.
Pour les articles homonymes, voir Walras.
Léon Walras, né le 16 décembre 1834 à Évreux et mort le 5 janvier 1910 à Montreux, est un économiste français hétérodoxe dont la carrière universitaire s'est entièrement déroulée à l'université de Lausanne en Suisse.
S'il a profondément marqué l'histoire de la science économique, sa pensée a eu du mal à s'imposer en France. Ayant pour seuls diplômes deux baccalauréats, Walras a malgré tout toujours été soutenu par son père Auguste Walras, un inspecteur d'académie passionné d'économie, dont il a repris dans une large mesure la doctrine économique. C'est grâce à Louis Ruchonnet, un homme politique radical du canton de Vaud ayant également occupé des fonctions nationales en Suisse, qu'il est nommé professeur dans cette institution. C'est encore lui qui l'aide à diffuser son œuvre. Pour l'homme politique suisse, il s'agit aussi d'asseoir la réputation de l'université de Lausanne.
Pour comprendre l'œuvre complète de Walras, pas seulement la partie la plus connue centrée sur la notion d'équilibre général, il est important de se souvenir qu'il distingue trois types d'économies : l'économie pure, l'économie sociale et l'économie appliquée. L'économie pure est l'objet d'une science pure qui étudie des faits naturels dépendant de forces aveugles et fatales. L'économie sociale, objet d'une science pure morale et d'une science pure appliquée, vise à définir un idéal de justice. L'économie politique appliquée, quant à elle, a pour but de donner des lignes directrices pour l'action.
Walras est surtout connu pour son livre Économie politique pure, un ouvrage où les échanges n'ont lieu qu'après qu'un tâtonnement walrasien guidé par le commissaire-priseur a permis d'atteindre l'équilibre de marché. Sur cette base, il démontre de façon mathématique à partir d'une seule hypothèse, la rareté, l'existence d'un équilibre général. C'est ce concept d'équilibre général qui conduit Joseph Schumpeter à considérer Walras comme « le plus grand de tous les économistes ». La notion d'équilibre général est très rapidement adoptée par des économistes majeurs tels que Vilfredo Pareto, Knut Wicksell ou Gustav Cassel. Se plaçant surtout du côté de l'analyse économique, John Hicks et Paul Samuelson utilisent l'apport walrasien dans l'élaboration de la synthèse néoclassique. De leurs côtés, Kenneth Arrow et Gérard Debreu, se plaçant dans une perspective de logicien et de mathématicien, tenteront de déterminer les conditions nécessaires pour qu'il y ait équilibre.
Les écrits de Walras sur l'économie sociale et l'économie appliquée sont beaucoup moins appréciés par Schumpeter et par Vilfredo Pareto, le successeur de Walras à Lausanne, qui tient l'économie sociale de Walras pour une œuvre de métaphysique. Cette facette de l'œuvre de Walras a été abordée de façon systématique assez tardivement, notamment grâce aux recherches menées à partir des années 1980 par le centre Auguste et Léon Walras de l'Université de Lyon II. Cette partie de son œuvre, très marquée par l'économie politique par différence avec la science économique pure, fournit à l'économiste de Lausanne la possibilité de se situer par rapport à ses contemporains. Il critique Proudhon, les saint-simoniens, les fouriéristes et les marxistes, mais est influencé par l'école démocratique d'Étienne Vacherot. Cette partie de son œuvre a conduit les spécialistes de Walras à s'interroger pour savoir s'il fallait le considérer comme libéral ou socialiste.
Pour Pierre Dockès, Walras est un socialiste singulier, tandis que pour Pierre Herland, il serait surtout libéral, et que pour Jean-Pierre Potier, c'est un socialiste libéral. Son libéralisme n'est toutefois pas celui de l'école autrichienne qui, en général, a peu d'empathie avec l'équilibre général. Pour donner quelques grands traits de la pensée de Walras en ce domaine, il convient de rappeler que, pour lui, l'État a une rationalité supérieure aux individus dans le domaine qui est le sien. Son rôle consiste principalement à réguler l'économie de marché en luttant contre les monopoles et en gérant directement les monopoles naturels. D'un point de vue social, Walras a une vision méritocratique du monde. Aussi, selon lui, l'État n'a pas à corriger les inégalités naturelles, il doit juste veiller à ce que les règles du jeu soient égales pour tous. Enfin, il estime qu'à travers le crédit il est possible de démocratiser à la fois le capital et la société.

## Biographie

### Études de Walras

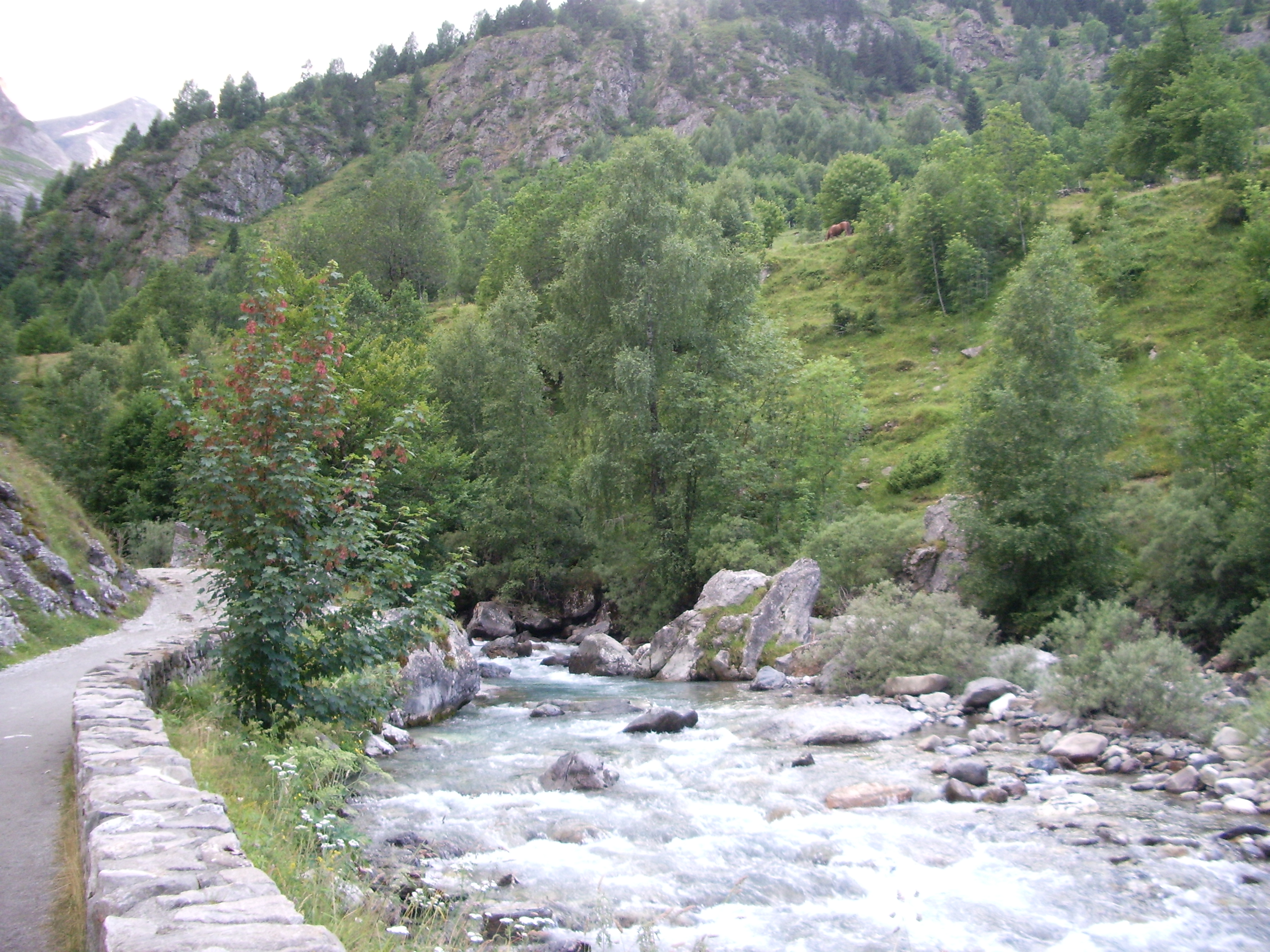
Le Gave de Pau au sortir du cirque de Gavarnie.

Né en 1834, Léon Walras est le fils d'Auguste Walras, un normalien passionné d'économie, professeur de philosophie puis inspecteur d'académie. Léon Walras poursuit ses études secondaires au collège de Caen puis à compter de 1850 au lycée de Douai. Après ses diplômes de bachelier ès lettres en 1851 et de bachelier ès sciences en 1853, il échoue une première fois au concours d'entrée à l'École polytechnique (France). En 1854, il tente une nouvelle fois sa chance toujours sans succès. À la demande de son père, il s'inscrit alors en tant qu'élève externe à l'École des Mines de Paris, mais échoue également.
En 1856, il décide de se consacrer à la littérature et envoie son roman Francis Sauveur à la Revue des Deux Mondes. Le livre lui est retourné et sera finalement publié à compte d'auteur. À cette époque, le père, Auguste Walras, souffre des échecs de son fils, et ce d'autant qu'il doit subvenir aux besoins de son fils et de la mère célibataire avec laquelle il vit maritalement. Léon Walras est à cette date le seul enfant qui reste à Auguste Walras après la mort de ses autres fils, Henri (né en 1836 et mort en 1847) et Louis (né en 1844 et mort en 1858). C'est à l'occasion d'une discussion entre père et fils lors d'une promenade le long du gave de Pau que Léon Walras décide de se consacrer à l'économie.

« Mon père m'affirma avec énergie qu'il y avait deux grandes tâches à accomplir pour le XIXe siècle : achever de créer l'histoire et commencer à créer la science sociale. Il ne soupçonnait pas alors combien Ernest Renan devait lui donner satisfaction sur le premier point. Le second, qui l'avait préoccupé toute sa vie, le touchait plus sensiblement encore. Il y insistait avec une conviction qu'il fit passer en moi. Et ce fut alors que, devant la porte d'une campagne appelée “Les Roseaux”, je lui promis de laisser la littérature et la critique d'art pour me consacrer entièrement à la continuation de son œuvre. »(« Autobiographie », Jaffé, tome 1, p. 2)

### Walras de la fin des années 1850 à 1869

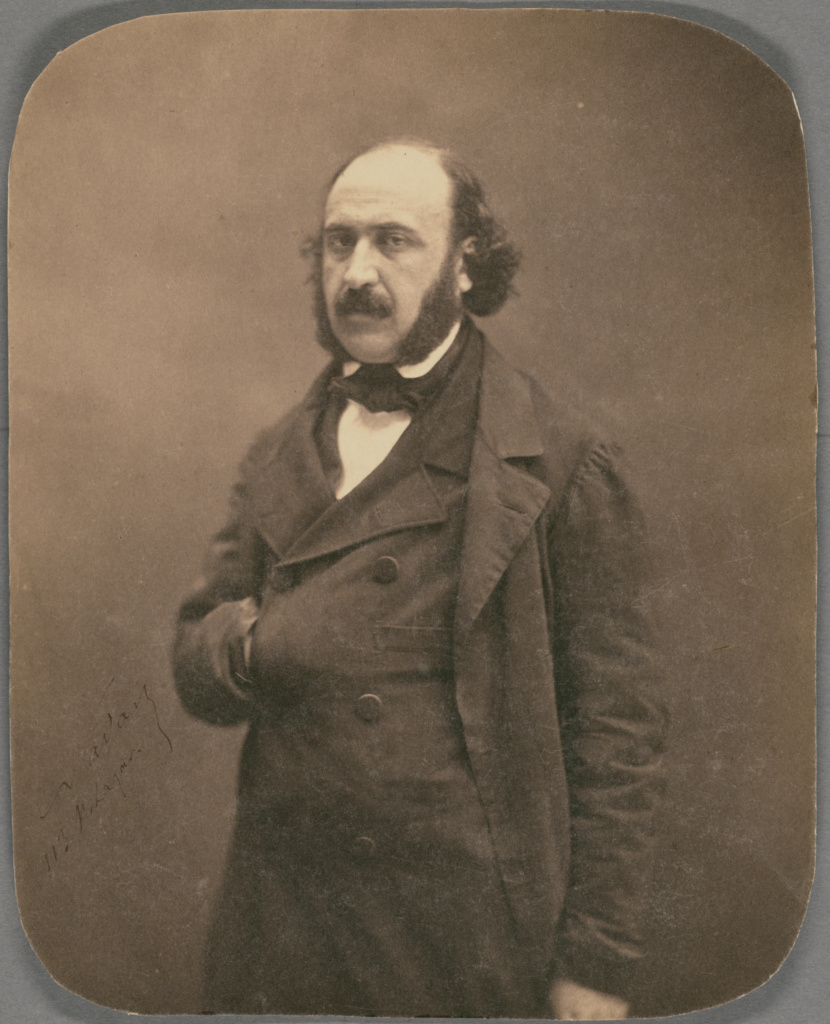
Jules Simon, une connaissance de Léon Walras, photographié par Nadar, vers 1855-1859.

Après cette « illumination », Walras se met à écrire des articles dans La Presse d'Émile de Girardin et dans le Journal des économistes, ainsi que des livres dans le domaine de l'économie politique. En écrivant L'Économie politique et la Justice, un livre de réfutation des thèses de Proudhon, il a sa seconde illumination. Il écrit :

« j'y transcrivis les lois de variation de valeur des capitaux et des services fonciers, personnels et mobiliers dans une société progressive telles que mon père les avait fournies dans sa Théorie de la richesse sociale ; mais il m'apparut dès lors que, faite dans le langage ordinaire, la démonstration de ces lois était insuffisante et, que pour la rendre rigoureuse, il eût fallu lui donner la forme mathématique (Études d'économie appliquée, p. 466). »

Cette conversion à la mathématisation de l'économie doit également beaucoup à une discussion qu'il a eue avec le polytechnicien Saint-Simonien Lambert-Bey. En effet, lorsque Léon Walras lui présente son premier ouvrage économique, il insiste sur le fait remarquer qu'il ne faut pas seulement affirmer « que la libre concurrence procure le maximum d'utilité », il faut également le prouver mathématiquement.
En 1860, les radicaux arrivés au pouvoir à Lausanne en Suisse organisent un congrès consacré à l'impôt. À l'incitation de son père, Léon Walras y participe pour présenter l'idée paternelle qu'une nationalisation des sols suivie de leur location devrait servir à financer l'État. La promotion de cette idée l'amène à critiquer d'autres modes de financement des finances publiques, dont l'impôt sur le capital que défend Émile de Girardin, patron de La Presse, ainsi que l'impôt sur le revenu, que promeut à ce même congrès Joseph Garnier, patron du Journal des économistes. Durant ce congrès, il réussit donc le tour de force de se mettre à dos ses deux principaux employeurs et à n'obtenir qu'un quatrième accessit, tandis que le premier prix revient à son adversaire, Proudhon. Malgré tout, ce congrès le fait remarquer par Louis Ruchonnet, un homme politique de Lausanne appelé à un grand avenir.
En 1861, Léon Walras demande l'autorisation de faire paraître un hebdomadaire de trente pages intitulé L'Économiste, mais se heurte au refus du ministère de l'intérieur. En 1862, grâce aux liens de son père avec la famille Say, il entre au secrétariat des chemins de fer du Nord, un emploi assez peu rémunérateur. À cette époque, il tente aussi de rédiger en collaboration avec le polytechnicien Jules du Mesnil-Marigny un Traité d'économie politique.
Durant les années 1860, la question sociale et sa résolution par l'association et la coopération sont au centre des réflexions des cercles fréquentés par les Walras. Par exemple, en 1864, le premier professeur d'économie politique de la faculté de droit de Paris, Batbie, étudie les idées réformistes allemandes pour s'en inspirer. C'est dans ce contexte que naît la Caisse d'Escompte des Associations populaires dont Léon Walras devient directeur. L'équipe dirigeante de cette banque se compose de bon nombre de personnes promises à un bel avenir politique : Léon Say (1826-1896), futur ministre des finances, Jules Simon, futur Président du Conseil, et le duc Louis Decazes, futur ministre des affaires étrangères. À partir de 1868, la Caisse rencontre des difficultés qui conduisent à sa mise en liquidation en 1869. Cette affaire scelle la fin de l'amitié entre Léon Walras et Léon Say, et connaît un nouveau rebondissement lorsque Le Figaro en 1883 mène campagne contre Léon Say.
En 1869, il se marie et reconnaît le fils de sa femme ainsi que la fille qu'ils ont eue ensemble. En 1870, sa vie jusque-là surtout marquée par l'échec connaît un nouveau départ lorsque Louis Ruchonnet lui propose de postuler à la chaire d'économie politique de l'université de Lausanne.

### Université de Lausanne

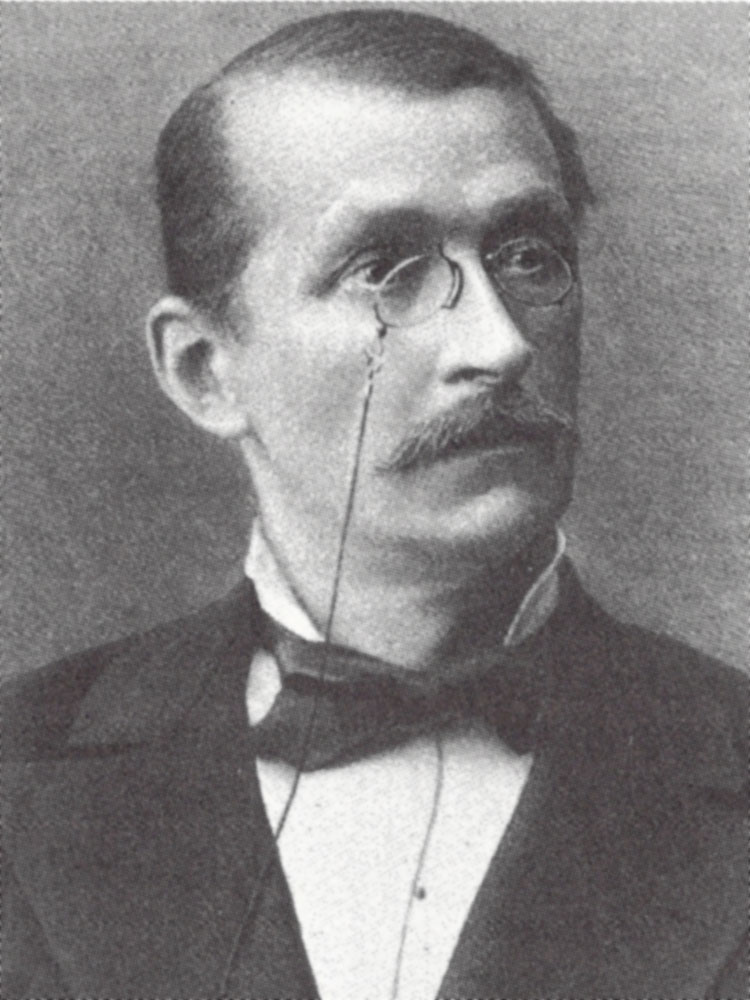
Louis Ruchonnet, avocat, homme politique, deux fois président de la Confédération suisse : l'homme qui a misé sur Léon Walras

Louis Ruchonnet, ami de Jules Ferry et membre du parti radical vaudois, alors conseiller d'État chargé de l'Instruction publique et des Cultes pour le Canton de Vaud veut créer une université de recherche. Dans le discours donné à l'occasion de l'installation de Walras au poste de professeur, il déclare :

« Il faut que la science aborde résolument le problème de l'avenir et qu'elle parle avec cette liberté entière dont la science a le privilège. Cette étude…où se fera-t-elle ? Sera-ce dans ces grandes villes…? Je ne le pense pas, et je me permets de demander si notre petite patrie ne serait peut-être pas un sol propice pour la science sociale. »

Dans sa lettre de candidature, Walras se positionne plus comme un chercheur que comme un professeur quand la France de la Troisième République à travers le concours d'agrégation fait le choix inverse. Son programme de recherche vise à substituer à la division production/distribution/consommation, la division économie pure/économie appliquée/économie sociale et à promouvoir l'économie mathématique. Outre Walras, deux autres candidats, un Français et un Italien, postulent à la chaire. Comme le jury est divisé, Walras est pris dans un premier temps en qualité de professeur extraordinaire. Il ne devient professeur ordinaire qu'en juillet 1871 après avoir fait ses preuves.
En 1872, Walras, qui a résolu en théorie « le problème de la théorie mathématique de l'échange », l'expose durant quatre heures à Ruchonnet, qui à cette occasion lui octroie une hausse de sa rémunération. Lorsque son premier grand livre Éléments d'Économie politique pure est publié, ce sont encore les autorités vaudoises qui ont trouvé l'éditeur et qui achètent la centaine d'exemplaires que Walras envoie à des collègues étrangers. En 1875, il publie les Équations de l'échange, en 1876, les Équations de la production et les Équations de la capitalisation qui seront regroupées dans un ouvrage unique : la Théorie mathématique de la richesse sociale. En 1877, il fait paraître la seconde édition largement remaniée des Éléments d'Économie politique pure.
À la fin des années 1870, avec l'arrivée des républicains au pouvoir en France, Walras pense pouvoir rentrer en France. Toutefois, malgré l'amitié que lui porte Jules Ferry, cela s'avère impossible. Les causes de ce non retour en France sont nombreuses, la moindre n'étant pas celle de son absence de diplôme de l'enseignement supérieur. À cela il faut ajouter que les idées de Walras sur l'enseignement supérieur en général et sur celui de l'économie vont à l'encontre du projet des républicains. En effet, pour Walras, il conviendrait d'établir une séparation nette entre économie pure et pratique économique et de confier l'enseignement de l'économie à de nouvelles facultés de sciences politiques, au détriment des facultés de droit et de l'École Libre des sciences politiques récemment créées quand la Troisième République prend l'option inverse : elle renforce l'École Libre des Sciences Politiques et confie l'enseignement de l'économie aux facultés de droit. Si les institutions d'enseignement en France ne manifestent aucun enthousiasme à l'idée d'accueillir Walras, les Vaudois en revanche sont contents de le conserver et acceptent même en 1880 d'augmenter son salaire.
À Lausanne, Léon Walras bénéficie d'une liberté universitaire dont il se félicite. Quand un problème touche son domaine d'expertise, il est à l'occasion consulté comme c'est le cas lors de la « révision de la loi du 8 mars 1881 sur l'émission et le remboursement des billets de banque ». Parfois aussi, il donne son avis sans avoir été consulté. C'est notamment le cas en 1881, quand, à la suite de la cessation par les pays de l'Union Latine de la frappe d'écus d'argent, il établit une théorie mathématique du bimétallisme, qu'il demande à Ruchonnet de défendre à la conférence monétaire internationale d'avril 1881.
En 1883, il publie une seconde édition de la Théorie mathématique du bimétallisme augmentée, de la Théorie mathématique du billet de banque et de la Théorie mathématique du prix des terres et de leur rachat par l'État.

### Les dernières années 1893-1910

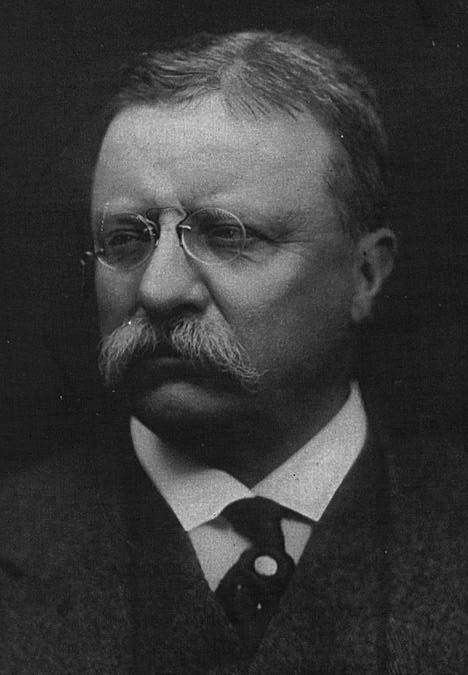
Theodore Roosevelt, prix Nobel de la paix en 1906, année où Walras postula pour cette distinction

En 1893, Vilfredo Pareto lui succède à l'Université de Lausanne. En 1896, Léon Walras fait paraître sa deuxième œuvre majeure, les Études d'économie sociale, et en 1898 sa troisième œuvre majeure : Les Études d'économie politique appliquée. Enfin, en 1900, il publie une version remaniée des Éléments d'Économie politique pure.
Durant les dernières années de sa vie, presque ruiné par les dépenses effectuées pour faire connaître sa pensée, il cherche une solution pour conserver ses papiers. Pour obtenir la somme nécessaire et assurer l'avenir financier de sa fille, Aline Walras, il postule en 1906 au prix Nobel de la paix[réf. nécessaire]. Si la démarche peut paraître incongrue, il convient de rappeler qu'en 1901 le prix Nobel de la paix avait été attribué à un économiste français, Frédéric Passy. Quoi qu'il en soit, il échoue dans sa quête, le prix Nobel de la paix revenant à Theodore Roosevelt. Le seul effet durable de ce projet demeure le livre écrit pour soutenir sa candidature, La Paix par la justice sociale et l'échange publié en 1907. En 1908, il publie un de ses derniers ouvrages : Économique et mécanique.
En 1908, l'Université de Lausanne envisage de lui rendre hommage à travers un jubilé qui se tient en juin 1909. Un médaillon en bronze à son effigie est alors dévoilé sur lequel on peut lire :
À Marie Esprit Léon Walras
Né à Évreux en 1834
Professeur à l'Académie et à l'Université de Lausanne qui le premier a établi les conditions générales de l'équilibre économique, fondant ainsi l'École de Lausanne,
Pour honorer 50 ans de travail désintéressé.

## Contexte historique de la pensée de Walras

### L'influence du père sur le fils

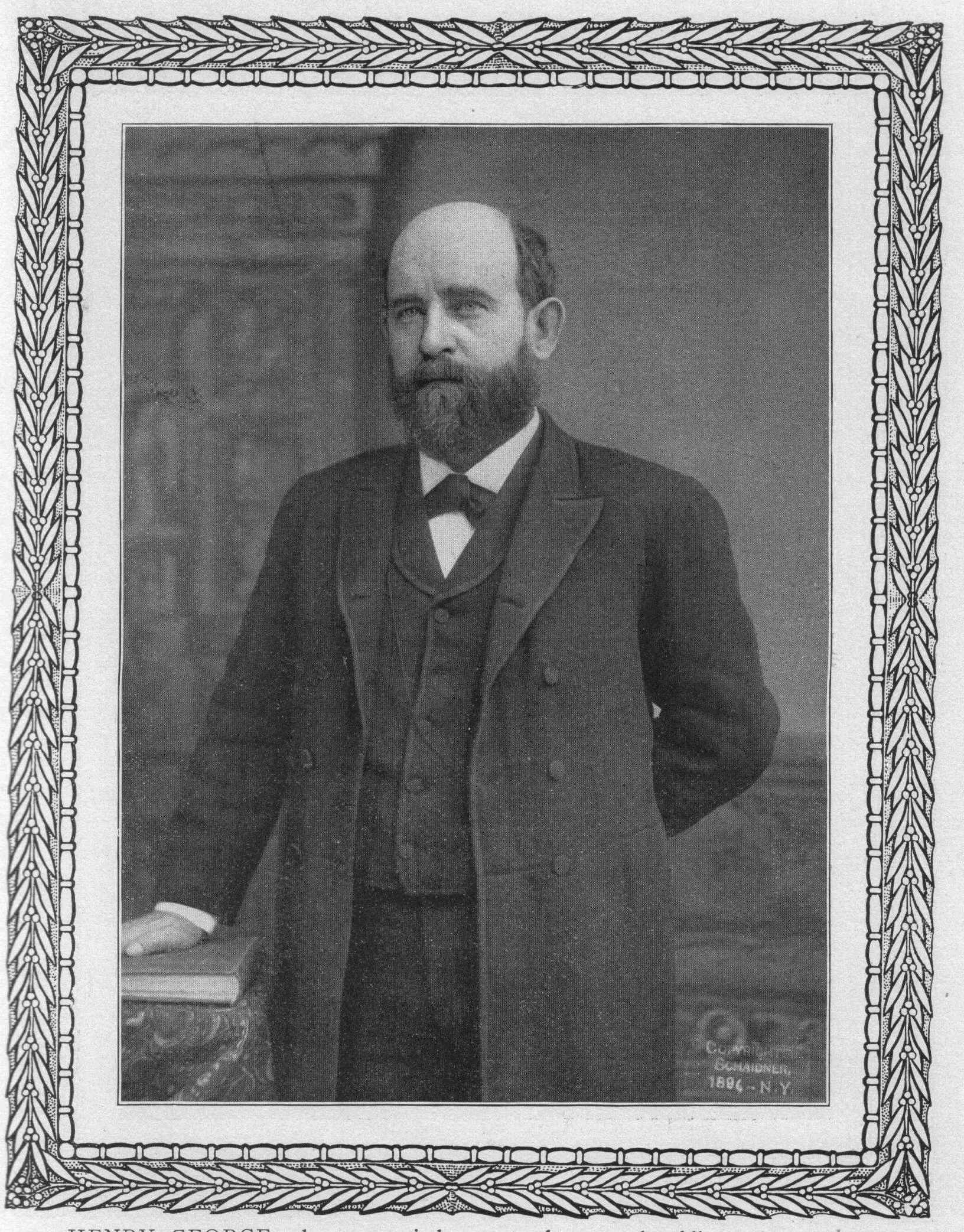
Henry George en 1886

Le père de Walras a élaboré une doctrine d'économie politique essentiellement fondée sur trois points clés : en finir avec la division de l'économie introduite par Jean-Baptiste Say entre production, distribution et consommation de richesse ; bâtir une théorie de la valeur basée sur l'utilité et la rareté ; fonder le financement de l'État sur la nationalisation des sols et leur location. Il a posé les bases de son second point dans un exposé devant l'Académie des sciences morales et politiques intitulé Mémoire sur l'origine de la valeur d'échange - Exposition critique et réfutation des opinions les plus accréditées chez les économistes sur cette question. Son troisième point, son mode de financement de l'État est relativement à la mode, puisqu'on la retrouve sous des formes différentes chez Herbert Spencer, Henry George et Tolstoï, mais elle provoque une forte opposition en France où la moitié de la production nationale est issue de l'agriculture et où la propriété est considérée comme la garante de l'ordre social.
Dans une lettre du 1er avril 1860, Auguste Walras d'une certaine façon fixe les objectifs que doit suivre son fils pour continuer et magnifier sa doctrine :

« Imagine-toi qu'avec les idées que tu as dans la tête, tu es appelé à prendre et à porter le sceptre de l'économie politique. De tous ceux qui s'occupent aujourd'hui de cette science, les uns, et c'est le plus grand nombre, n'y entendent absolument rien ; les autres, dépourvus de toute originalité et de toute invention, ressassent, à perte de vue, les idées qu'ils ont empruntées à leurs maîtres, et s'obstinent à défendre des théories qui les laisseraient à sec, s'ils avaient le bon esprit de s'en défaire. Notre doctrine est la seule large, élevée, complète. »

Dans les années 1860, c'est en quelque sorte le père qui définit la stratégie du fils. C'est lui qui le pousse à proposer des articles au Journal des Économistes en voilant un peu ses idées pour mieux les faire passer. C'est lui encore qui a d'abord envisagé d'écrire une réfutation de Proudhon avant de transmettre ce projet à son fils qui devient sous sa plume L'économie politique et la justice. C'est encore lui qui fournit à Léon Walras le canevas du document qu'il propose au Congrès de Lausanne sur l'impôt. Si le père, pour ménager sa carrière administrative, a voilé sa pensée ou, comme dans le cas du Mémoire sur l'origine de la valeur d'échange, s'est arrêté au moment où le sujet risquait de mettre le feu aux poudres, il n'hésite pas à faire prendre à son fils beaucoup plus de risques. Enfin, c'est son père qui le pousse à aller en Suisse. Aussi, il n'est guère étonnant que plus tard Léon Walras ne manque jamais une occasion de rendre hommage à son père.

### Walras et la physiocratie

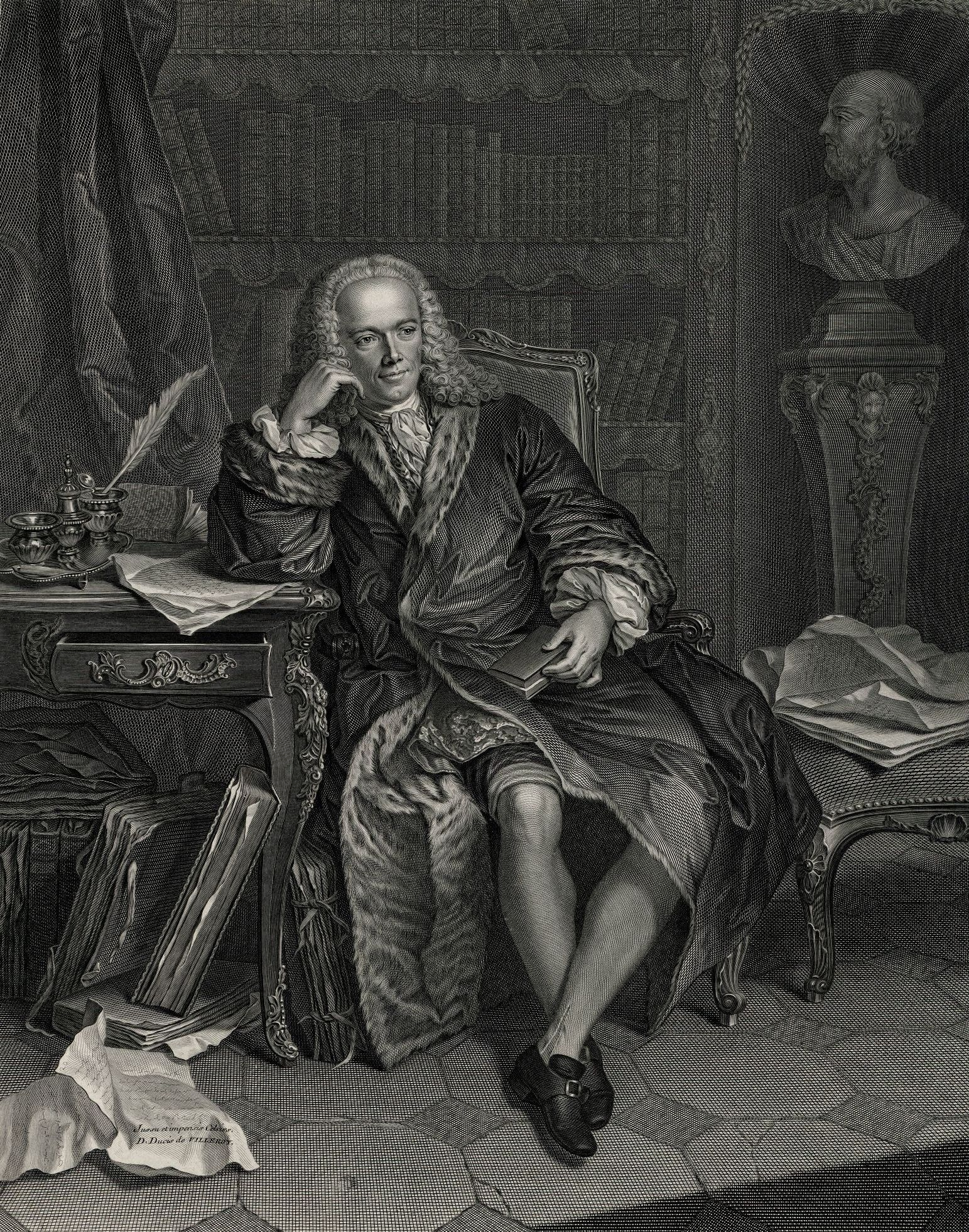
Jean-Georges Wille, François Quesnay, gravé d'après Jean Chevalier.

Pour de nombreux auteurs comme William Jaffé, Jean-Pierre Potier, Pierre Dockès ou encore Joseph Schumpeter, ce sont Turgot et les physiocrates qui ont le plus influencé Walras après son père. L'idée d'impôt unique que Walras soutient à la suite de son père vient aussi des physiocrates : « Notre impôt unique sur les fermages n'est autre chose que l'impôt unique territorial des physiocrates ». Si après 1820 rares sont ceux qui se réclament des physiocrates, Eugène Daire a fait malgré tout publier en 1846 leurs principaux textes tout en négligeant le Tableau économique dont il est peu probable, selon Christophe Salvat, qu'il ait « joué un rôle majeur dans l'élaboration du système d'équilibre général de Walras ». Ce qui rapproche réellement Walras et Quesnay est plutôt une proximité épistémologique. En effet, dans une lettre à un correspondant Oncken, Walras écrit : 

« L'observation que vous faites au sujet des droits des Physiocrates en ce qui concerne la création de l'économique mathématique est parfaitement fondée. Cette circonstance nous rattache incontestablement à Quesnay et à son école. »

Si, pour Walras, Quesnay est le fondateur de l'économie politique et non Adam Smith, cela tient principalement à trois raisons : l'aspect mathématique, l'importance accordée par la physiocratie à la concurrence et la volonté du fondateur de l'école de Lausanne de se démarquer de Jean-Baptiste Say qu'il place dans la lignée du philosophe économiste écossais. Pourtant, conceptuellement, Walras doit beaucoup plus à Say qu'à Quesnay. Il lui emprunte notamment ses concepts d'équilibre, d'entrepreneur et de production.

### La pensée économique au temps de Walras

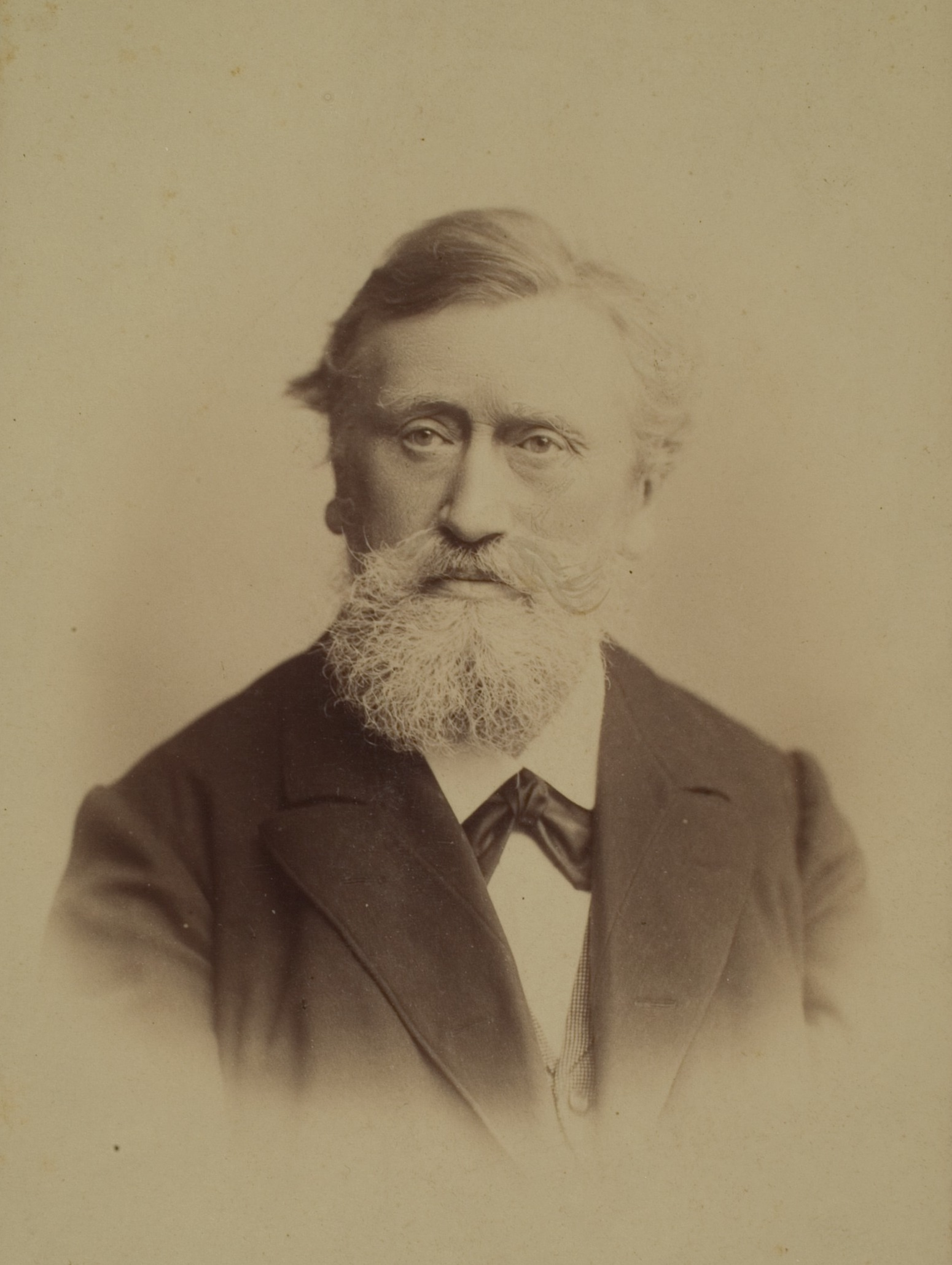
Karl Knies membre de l'école historique allemande. Il a aussi été le directeur de thèse de deux fondateurs de la science économique américaine : John Bates Clark et Richard T. Ely

Lorsque Walras commence à s'intéresser à l'économie, la pensée libérale de Jean-Baptiste Say, ancien professeur au Conservatoire national des arts et métiers, puis au Collège de France, domine en France. Les successeurs de Say possèdent, à travers le contrôle d'institutions-clés comme le collège de France ou la Société d'économie politique, un monopole sur la pensée économique qui va perdurer jusqu'à la création de chaires d'économie politique dans les facultés de droit en 1877. Rossi, libéral, succède en 1832 à Say au collège de France ; viennent ensuite Michel Chevalier en 1864, un autre libéral, puis son gendre Paul Leroy-Beaulieu en 1879. Vers 1870, l'idée que l'économie est une « science stagnante » est assez largement répandue en France. Jean-Gustave Courcelle-Seneuil écrit par exemple que « la tâche de l'économie politique est aujourd'hui remplie ou peu s'en faut. On ne saurait guère y ajouter que des controverses dépourvues d'intérêts ou des déviations redoutables ».
En Allemagne se développe vers 1850 l'école historique allemande, tandis qu'en Angleterre, entre la fin des années 1860 et le début des années 1870, le système Ricardo-Mill perd de sa crédibilité alors que l'école historique anglaise autour de Cliffe Leslie ne parvient pas à s'affirmer. Finalement, l'école d'Alfred Marshall et de Cambridge s'impose tant au niveau national qu'international.
Walras, notamment dans ses Cours d'économie sociale, s'oppose à l'école historique allemande qu'il accuse d'être trop descriptive et de se centrer sur le caractère purement national de l'économie politique. À rebours, Walras insiste sur le fait que la vérité est unique et ne change pas en fonction des pays. Il écrit dans Mélanges d'économie politique et sociale : « une science qui ne veut être ni latine, ni anglo-saxonne, ni slave, mais exclusivement germanique, n'est pas une science ». Si Walras note dans son manuscrit Exposition et conciliation des doctrines sociales « l'économie politique éclaire l'histoire (et non pas l'histoire l'économie politique) » ; malgré tout, il lui reconnaît au moins deux rôles. Tout d'abord, l'histoire engendre des faits qui permettent de bâtir une théorie, et d'autre part l'histoire permet de vérifier des théories. Mais au-delà, il y a chez Walras l'idée que l'Idéal social engendré par la théorie doit se réaliser dans le cours de l'histoire même si, contrairement à Hayek ou à Adam Ferguson, cela ne se fait pas de façon spontanée mais grâce à la volonté et à la raison.

### La demande d'économie au temps de Walras

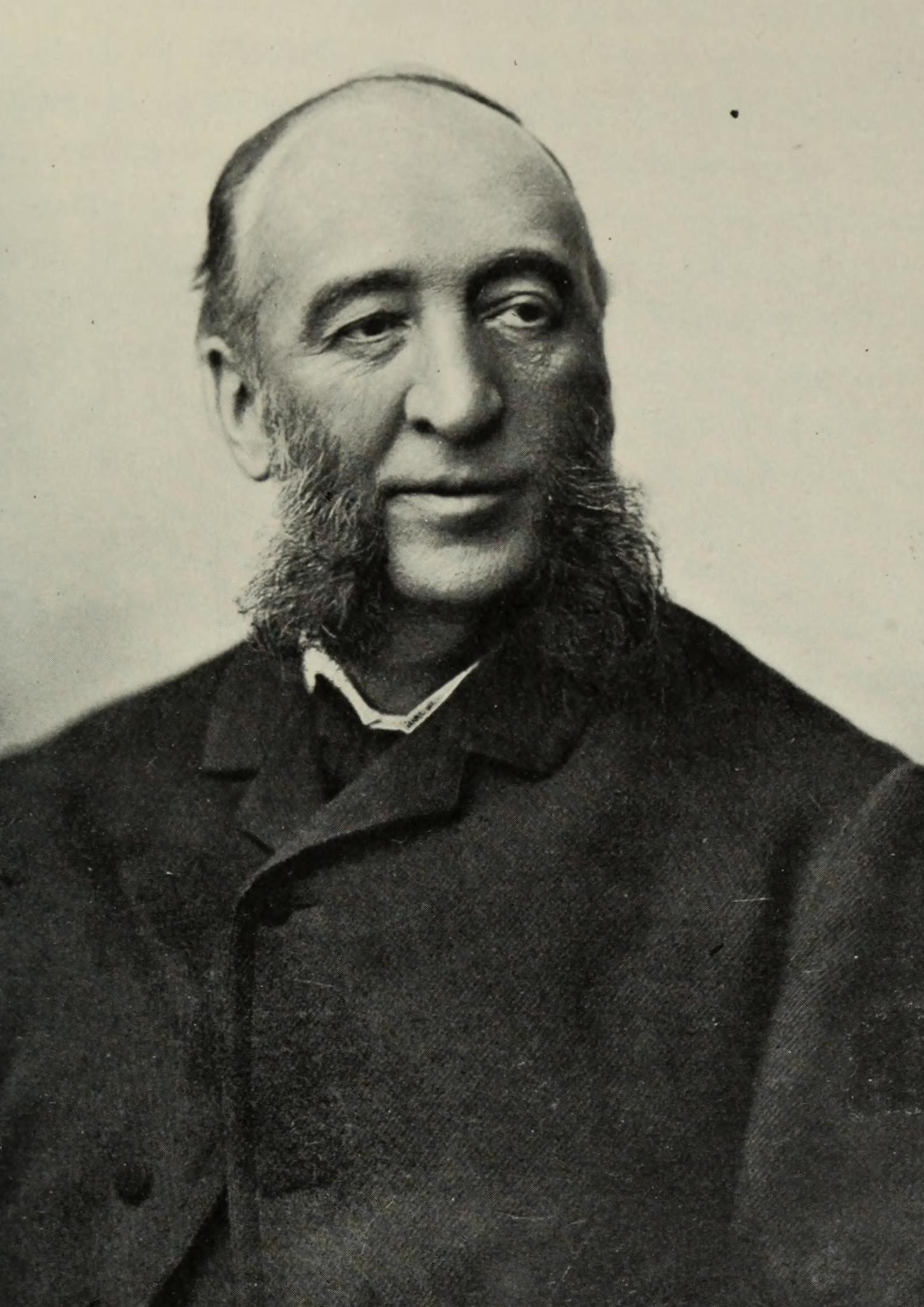
Jules Ferry, ami de Léon Walras et de Louis Ruchonnet

Dans la seconde moitié du 19e siècle, trois grands secteurs ressentent le besoin d'économistes experts : l'administration, les chemins de fer et les banques. En France, la Troisième République choisit de ne pas suivre la Deuxième République en ne créant pas pour le personnel politique et administratif une école nationale d'administration. Elle préfère confier cette tâche aux facultés de droit et créer, en 1877, une quinzaine de chaires d'économie dans ces établissements. Comme ces chaires sont occupées par des agrégés ou docteurs en droit, de facto, elles ne peuvent pas accueillir le bachelier Walras. Le choix des facultés de droit pour enseigner l'économie s'explique en partie par l'influence de l'école historique allemande qui présente alors pour les décideurs politiques français un triple attrait : elle s'occupe de la question sociale, elle bénéficie de l'aura très forte au XIXe siècle de la science allemande, et elle est purement empirique, ce qui convient bien aux juristes qui dominent alors l'économie politique universitaire en France. Toutefois, cet empirisme conduit à un effondrement en France de la recherche théorique, que Charles Gide déplore dès 1881 :

« Les recherches spéculatives sur le principe de la science économique, sont tombées, en France, dans un profond discrédit… Qu'est-ce que cela : la théorie de l'économie politique ? On n'en veut plus, du moins en France, de théorie économique et on n'en fait plus. On s'occupe de statistiques, de démographie, de finances, de législation économique, de sociologie peut-être, de tout ce qui ressemble à l'économie politique sans en être. »

Les besoins des chemins de fer et des banques seront couverts eux par les écoles d'ingénieurs, qui formeront les experts qui prendront la relève des économistes libéraux littéraires. Mais là aussi ce choix joue contre Walras. En effet, dans le contexte français, il paraît difficile de nommer un simple bachelier à un poste de professeur dans ces écoles alors qu'on dispose d'ingénieurs aptes à occuper les postes.

## Walras, science et modélisation

Théorie mathématique de la richesse sociale, 1883

### Science, art et pratique chez Walras

#### Sciences et faits chez Walras
Pour Walras, à la suite de Platon, « la science étudie non les corps, mais les faits dont les corps sont le théâtre ». Selon lui, une étude scientifique étudie « des faits, leurs rapports et leurs lois. ». Il distingue deux types de faits : 
- Les faits naturels qui ont leur origine « dans le jeu des forces de la nature qui sont des forces aveugles et fatales[48] ». Ils sont l'objet de la « science pure naturelle ou de la science proprement dite[49] ».
- Les faits humanitaires qui ont pour « théâtre l'humanité[49] ». Dans ces faits, il y a intervention de la volonté humaine. Il distingue 
  - les faits humanitaires « qui résultent de la volonté des hommes s'exerçant à l'endroit des forces naturelles, autrement dit les rapports entre personnes et choses[50] » dont l'ensemble constitue pour lui l'industrie, objet de la théorie de l'industrie qu'il appelle aussi science appliquée ou art[50].
  - Les faits humanitaires résultant « de l'activité de l'homme s'exerçant à l'endroit de la volonté, de l'activité des autres hommes, autrement dit les rapports de personne à personne[50] » dont l'ensemble constitue les mœurs qui font l'objet de la science morale ou de la morale[50].

Le fait que Walras introduise à partir de la seconde édition des Éléments d'économie pure la notion de « science morale pure ou histoire », qu'il inclut en 1898 dans Esquisse d'une doctrine économique et sociale dans la cénonique générale (science abstraite et rationnelle comprenant « l'éthique pure et l'économique pure ») provoque actuellement un certain « embarras » chez les spécialistes de Walras. En effet, partant de là, il ne semble plus possible d'assimiler science pure et science naturelle dans la mesure où la morale est considérée comme pure de sorte qu'on peut se demander si l'économie pure n'est pas aussi une science sociale. Pour Michele Bee, on peut potentiellement sortir de ce dilemme si l'on considère que si toutes les sciences appliquées sont humanitaires au sens où elles cherchent à réaliser le meilleur pour l'homme, la science morale pure a trait à la « nature » de l'homme, à son côté non humanitaire.

#### Tripartition de l'économie et type de science
Comme son père, Walras divise l'économie en trois champs : l'économie pure, domaine du vrai, l'économie appliquée, domaine de l'utile, et l'économie sociale, domaine du juste. Selon Jérôme Lallement, cette tripartition de l'économie et le recours à trois types de sciences (naturelle, morale et appliquée) vient d'une volonté de Walras d'assurer une compatibilité « entre le postulat de la liberté des personnes et l'existence de lois économiques nécessaires ».
| Type d'économie            | Objet | type de science                                  | Précision sur le lien éventuel |
| -------------------------- | --- | ------------------------------------------------ | --- |
| 1. Économie politique pure | La richesse sociale en elle-même. Elle a pour but notamment de démontrer l'existence d'un système d'équilibre.                                                                       | Science pure                                     | Des discussions entre spécialistes pour savoir si l'économie pure est une science pure ou normative (1). |
| 2. Économie sociale        | La répartition de la richesse sociale. Elle vise notamment à « définir ce qu'est un juste prix à partir de critère de justice ». Elle a pour objet les rapports entre individus.     | Science pure morale / Science pure appliquée (2) | La science pure morale définit un idéal de justice, la science morale appliquée consiste en l'application pratique de cet idéal.                                                                                          |
| 3. Économie appliquée      | La production de la richesse sociale. Il s'agit de mettre en œuvre des résultats vrais et justes. On est dans le domaine de l'utile, elle traite des rapports des hommes aux choses. | Science appliquée ou art                         | La science appliquée touche à l'action, elle vise à élaborer des règles. Elle ne touche pas la pratique, elle est plutôt un guide pour l'action. Selon Pierre Dockès, elle relève « de la raison Walrasienne » appliquée. |

- (1) Selon Jérôme Lallement[61], l'économie politique pure est une science pure chez Walras, tandis que selon Robero Baranzani et Elena Tati (2002), l'économie pure relèverait davantage de la science normative. En soutien de sa thèse, Lallement met en avant le fait que l'équilibre sur tous les marchés « est le résultat d'une démonstration mathématique et a le statut d'un théorème[57] ». Dans ces conditions, selon lui, Debreu (1959) serait bien dans la lignée de Walras[57]. Lallement soutient encore que c'est parce que l'économie pure est une science naturelle chez Walras et non une science morale traitant des rapports des hommes aux hommes que la mathématisation de l'économie de Walras a été rejetée par ses contemporains[62].
- (2) Notons que la distinction entre science pure morale et science morale appliquée ne figure que dans deux écrits : De la culture et de l'enseignement des sciences morales et politiques (1879) et dans L'Esquisse d'une doctrine (1898)[59].

#### La pratique et l'homme d'État

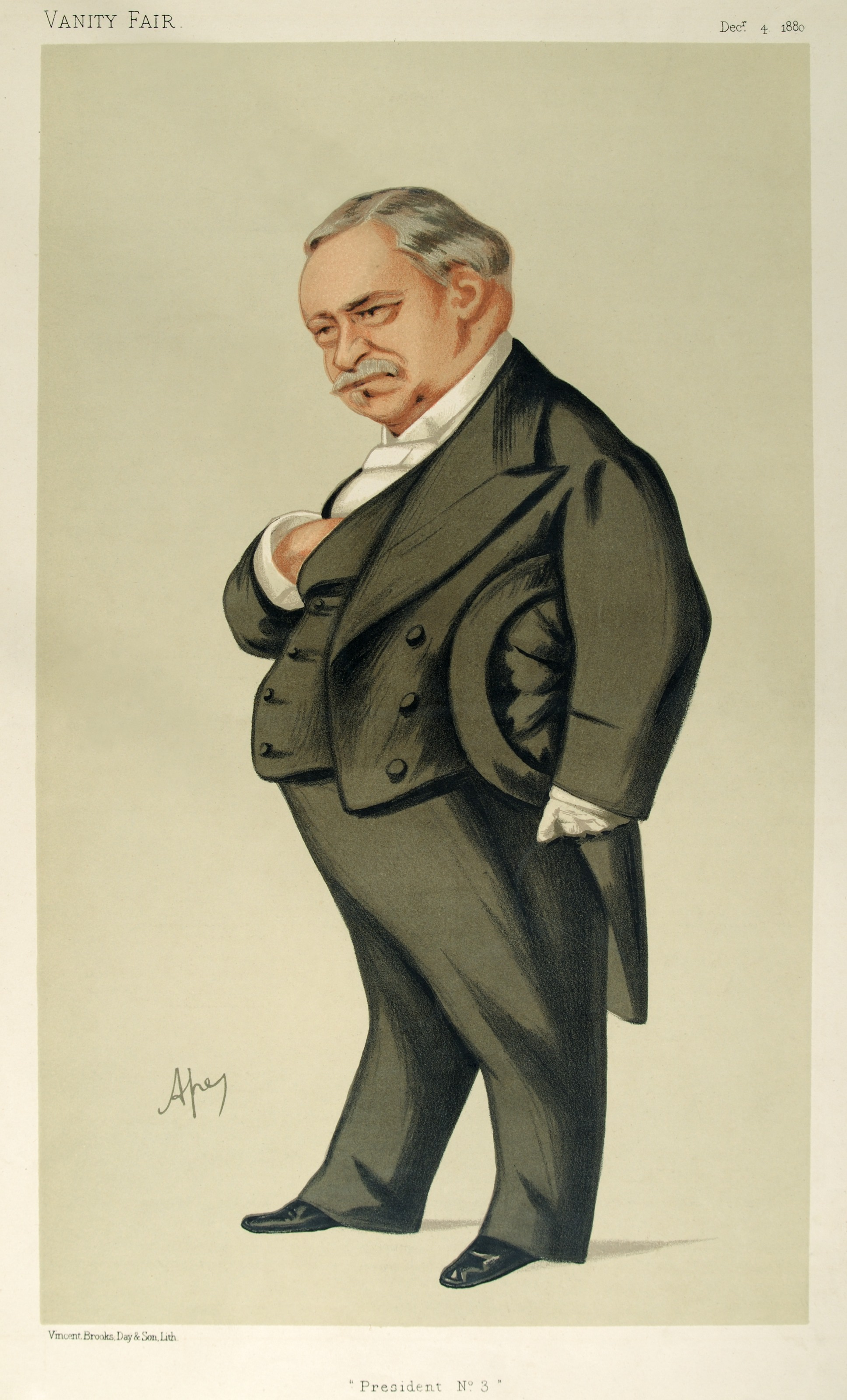
Léon Say : caricature par Carlo Pellegrini dit « Ape », parue dans Vanity Fair en 1880.

Léon Walras, dans un article de 1875 intitulé L'État et les chemins de fer, sépare nettement l'analyse économique technique issue de la modélisation de la décision politique. Selon lui, l'analyse économique fixe des principes dont le praticien doit définir le domaine de validité, c'est-à-dire les cas où ils s'appliquent et ceux où ils ne s'appliquent pas. Hervé Dumez soutient que Walras limite le rôle de l'économiste à celui de professeur ou de chercheur et rejette « la figure de l'économiste maître Jacques, à la fois président de diverses sociétés, ministre, professeur se voulant grand théoricien, comme le fut Léon Say ».

Dans Esquisse (1898), Walras soutient que si la science traite de vérités scientifiques éternelles, la pratique, qu'il différencie de l'art, dépend des circonstances :

« le rôle de l'homme d'État est d'acheminer telle ou telle société donnée vers cet idéal indiqué par l'homme de science; il doit se placer au point de vue relatif et chercher un compromis entre les exigences de la science et les circonstances où il se trouve. Toute réforme sociale sérieuse et durable est une transaction entre les conditions d'un point de départ et celles d'un but où l'on veut arriver (Esquisse, 1898, p.410) »

### Science pure, économie pure et modélisation chez Walras
Selon Walras, « l'économie politique pure est essentiellement la théorie de la saine détermination des prix sous un régime hypothétique de libre concurrence absolue ». Elle est le domaine du modèle, c'est-à-dire d'un processus simplifié qui représente la réalité tout en entraînant « une mise à distance des faits et du concret qui, toujours, foisonnent en une jungle inextricable ». Le modèle s'inscrit dans la méthode mathématique qui ne relève pas de la méthode expérimentale mais de « la méthode rationnelle ». La déduction à partir d'hypothèses telles que « le régime hypothétique de libre concurrence absolue » se positionne en quelque sorte au-dessus des faits. Il écrit à ce propos :

« Ce qui est sûr, c'est que les sciences physico-mathématiques, comme les sciences mathématiques proprement dites, sortent de l'expérience dès qu'elles lui ont emprunté leurs types. Elles abstraient de ces types réels des types idéaux qu'elles définissent, elles bâtissent a priori tout l'échafaudage de leurs théorèmes et leurs démonstrations. Elles rentrent, après cela, dans l'expérience, non pour confirmer mais pour appliquer leurs conclusions »

L'économie pure est là pour aider à régler les problèmes importants et non résolus de l'économie appliquée et de l'économie sociale. 

« Pour observer cette méthode, l'économie politique pure doit emprunter à l'expérience des types d'échanges, d'offre, de demande, de marchés, de capitaux, de revenus, de services producteurs, de produits. De ces types, elle doit abstraire, par définition des types idéaux, et raisonner sur ces derniers, pour ne revenir à la réalité que la science une fois faite en vue des applications. Nous avons ainsi sur un marché idéal, des prix idéaux qui seront dans un rapport rigoureux avec une demande et une offre idéale. Et ainsi de suite. Ces vérités pures seront-elles d'une application fréquente ? A la rigueur, ce serait le droit du savant de faire la science pour la science.[…]. Mais on verra que ces vérités d'économie politique pure fourniront la solution des problèmes les plus importants, les plus débattus, et les moins éclaircis d'économie appliquée et d'économie sociale. »

Walras, comme ses contemporains l'ont noté, comme David Ricardo et François Quesnay avant lui, a tendance à accorder une grande confiance aux raisonnements abstraits. Charles Gide, dans son Cours de 1909, notait à la page 19 que « la méthode abstraite de Ricardo revit dans les écoles mathématique et psychologique », en clair, dans l'école de Walras et dans l'école autrichienne.

### La modélisation walrasienne face à ses concurrentes

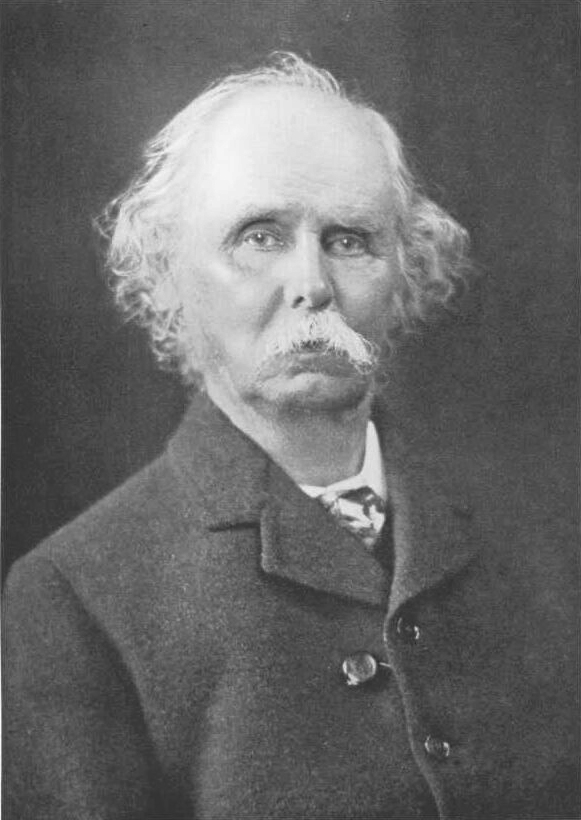
Alfred Marshall, autre grand de l'école néo-classique.

L'école autrichienne adopte contrairement à Walras une modélisation sans recours aux mathématiques. Selon Hervé Dumez, c'est à la fois une force, car elle séduit plus facilement les littéraires, mais aussi une faiblesse, car elle ne permet pas d'aussi bien comprendre certains phénomènes économiques.
L'école anglaise de Cambridge, à la suite d'Alfred Marshall, adopte une modélisation qui tient les mathématiques plus en retrait. Cela lui permet d'être plus aisément compréhensible. Au contraire, Walras met les mathématiques au premier plan. Toujours selon Hervé Dumez, cela tient sans doute « à sa biographie : toute sa jeunesse est hantée par l'histoire des sciences et sur son imaginaire planent les ombres de Kepler, Newton, Laplace, Lagrange ». Ce sont eux que Walras rêve d'égaler, et non pas les grands économistes du passé qu'il semble assez mal connaître.

### La rareté comme seule hypothèse de la modélisation walrassienne
En fait, ce qui distingue Walras et plus généralement les néo-classiques comme Walras, Jevons ou Menger des classiques tels que Ricardo, c'est le nombre d'hypothèses. Chez ces derniers, comme le remarque Hervé Dumez, on trouve « une théorie de la rente avec ses hypothèses propres (que l'on pense à Ricardo), une théorie du salaire avec elle aussi ses hypothèses propres (démographiques et sociales) et une théorie de l'intérêt bâtie également sur des principes autonomes ». Au contraire, chez Walras et les néo-classiques, il y a une unique hypothèse qui fait, selon Schumpeter, la grandeur de leur théorie. C'est elle qui permet de bâtir une théorie solide des prix et qui condamne la théorie classique à ne plus être qu'un cas très spécial.

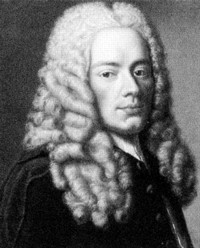
Jean-Jacques Burlamaqui, un des premiers à avoir pointé l'importance de la rareté en économie

Le concept central chez Walras est la rareté. L'économie politique pure traite de la Richesse sociale, c'est-à-dire de « l'ensemble de toutes les choses, matérielles ou immatérielles, qui sont susceptibles d'avoir un prix parce qu'elles sont rares, c'est-à-dire à la fois utiles et limitées en quantité ». Selon Ghislain Deleplace auteur d'un ouvrage bien diffusé sur l'histoire de la pensée économique, « la rareté est le concept synthétique qui rend compte [des] … deux aspects de la définition de la richesse, l'utilité et la limitation de la quantité ». Chez Walras, la rareté a un sens scientifique comme la vitesse en mécanique ou la chaleur en physique. Il écrit à ce propos :

« Pour le mathématicien et le physicien, la vitesse ne s'oppose pas à la lenteur, ni la chaleur au froid, comme cela a lieu dans la langue vulgaire : la lenteur n'est pour l'un qu'une vitesse moindre, le froid n'est pour l'autre qu'une moindre chaleur. Un corps, dans le langage de la science, a de la vitesse dès qu'il se meut, et de la chaleur dès qu'il est à une température quelconque. De même ici la rareté et l'abondance ne s'opposent pas l'une à l'autre : quelque abondante qu'elle soit est rare, en économie politique, dès qu'elle est utile et limitée en quantité, exactement comme un corps a de la vitesse, en mécanique, dès qu'il parcourt un certain espace en un certain temps. »

C'est de la rareté, phénomène universel, que découle chez Walras l'appropriation qui elle aussi se rencontre partout dans le monde. C'est aussi de la rareté que découle la valeur d'échange. « Si le blé et si l'argent ont de la valeur, c'est parce qu'ils sont rares, c'est-à-dire utiles et en quantité limitée ». Enfin, la rareté pousse à l'industrie, c'est-à-dire à l'augmentation de la production. Selon Walras, « les prix courants ou prix d'équilibre sont égaux aux rapports des rareté. Soit dit autrement : les valeurs d'échange sont proportionnelles aux raretés ».
Chez Walras comme chez son père Auguste Walras et chez Jean-Jacques Burlamaqui, la source de la valeur est la rareté et non l'utilité comme chez Jean-Baptiste Say ou Condillac, ni le travail comme chez Adam Smith et David Ricardo. Le fondateur de l'école de Lausanne remarque : 

« Il y a, dans la science, trois solutions principales du problème de l'origine de la valeur. La première est celle d'A. Smith, de Ricardo, de Mac-Culloch; c'est la solution anglaise : elle met l'origine de la valeur dans le travail… La seconde est celle de Condillac et de J.-B . Say ; c'est plutôt la solution française : elle met l'origine de la valeur dans l'utilité… Enfin, la troisième, qui est la bonne, est celle de Burlamaqui et de mon père A.-A. Walras : elle met l'origine de la valeur dans la rareté »

## Équilibre général et science économique dans lesÉléments d'Économie Politique Pure (EEPP)

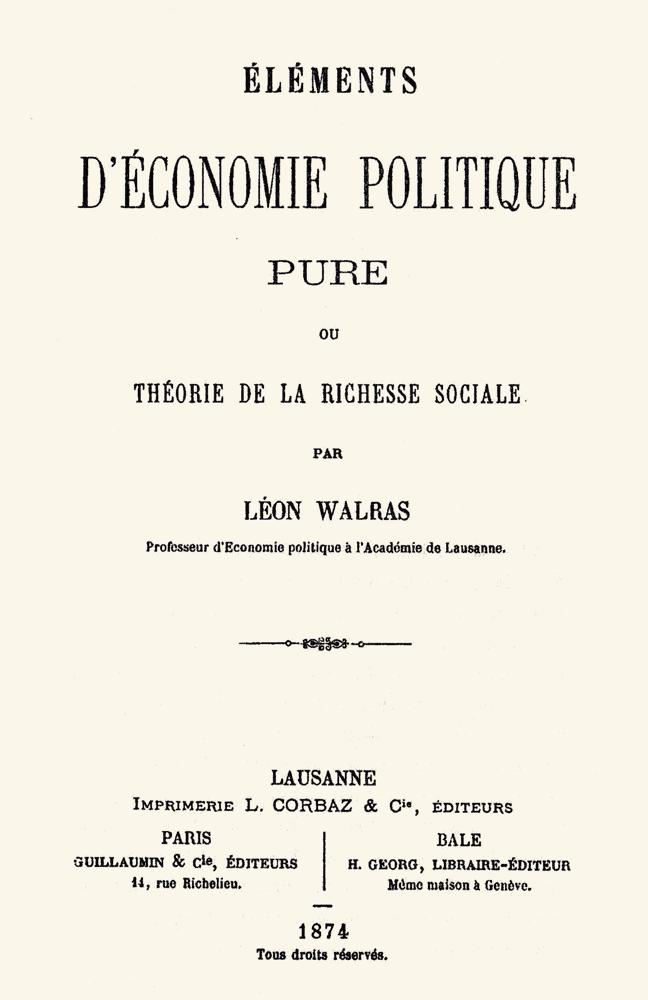
Couverture de la première édition des Éléments d'Économie Politique Pure

Dans cet ouvrage, Walras veut apporter sa réponse au débat sur l'économie politique qui a opposé Proudhon et Bastiat dans les années 1848. Le premier soutenait qu'il existait un conflit entre la justice et l'intérêt, le second prétendait l'inverse. L'économiste de Lausanne veut reprendre « la thèse de Bastiat pour la défendre d'une autre manière ».

### Marché parfaitement organisé et mécanique pure
Ce qui intéresse Walras dans les EEPP, c'est de traiter de l'économie comme on traite de la mécanique pure. C'est pourquoi il suppose « toujours un marché parfaitement organisé sous le rapport de la concurrence, comme en mécanique pure on suppose d'abord des machines sans frottement ». S'il introduit la notion de commissaire-priseur, c'est parce que ce dernier intervient sur « la bourse des fonds publics d'un grand marché de capitaux tel que Paris ou Londres » que Walras considère comme un marché bien organisé.
Walras identifie quatre marchés : celui des produits, celui des services producteurs, celui des capitaux et celui des moyens de paiement. Il procède à l'étude de tous ces marchés de la même façon : il commence par rechercher « la solution théorique d'un problème d'équilibre » puis étudie comment les choses se font en pratique. Sur les marchés walrassiens, les agents économiques n'achètent pas « carrément » pour reprendre l'expression de Schumpeter, ils crient (annoncent) un prix à titre d'essai jusqu'à ce que sous la houlette du commissaire-priseur un prix et une quantité d'équilibre soient atteints. C'est à ce moment-là seulement qu'ils peuvent, s'ils le désirent, dénouer l'échange.
Le marché walrassien est très différent du marché smithien. En effet, chez Adam Smith le prix ressort de la pratique et les prix tendent vers l'équilibre, il n'y a pas comme chez Walras d'équilibre antérieur à l'échange. Comme le note Mathiot, chez Smith, « l'intérêt individuel ne résorbe et ne règle les écarts des prix de marché que dans la mesure où un premier écart le constitue comme réagissant plutôt qu'agissant. Ce premier écart prend son sens économique comme dualité du prix et du revenu »

### Les agents économiques
Contrairement à ce qui se passe chez Marx et à un degré moindre chez Ricardo, la division du travail chez Walras est « purement fonctionnelle et ne correspond donc pas à une division de la société en classe distincte ». La production est assurée par les entreprises que les ménages contrôlent. Walras porte une attention particulière aux entrepreneurs, mais il ne leur accorde pas, contrairement à Joseph Schumpeter, de véritable autonomie. Comme le note l'économiste autrichien, le mot entrepreneur est utilisé chez Walras en lieu et place du mot entreprise. Il remplit purement et simplement des fonctions déterminées.

« L'entrepreneur est donc le personnage (individu ou société) qui achète des matières premières à d'autres entrepreneurs, puis, loue moyennant un fermage la terre du propriétaire foncier, moyennant un salaire les facultés personnelles du travailleur, moyennant un intérêt le capital du capitaliste, et, finalement, ayant appliqué des services producteurs aux matières premières, vend à son compte les produits obtenus. »

### Les échanges et l'équilibre de marché

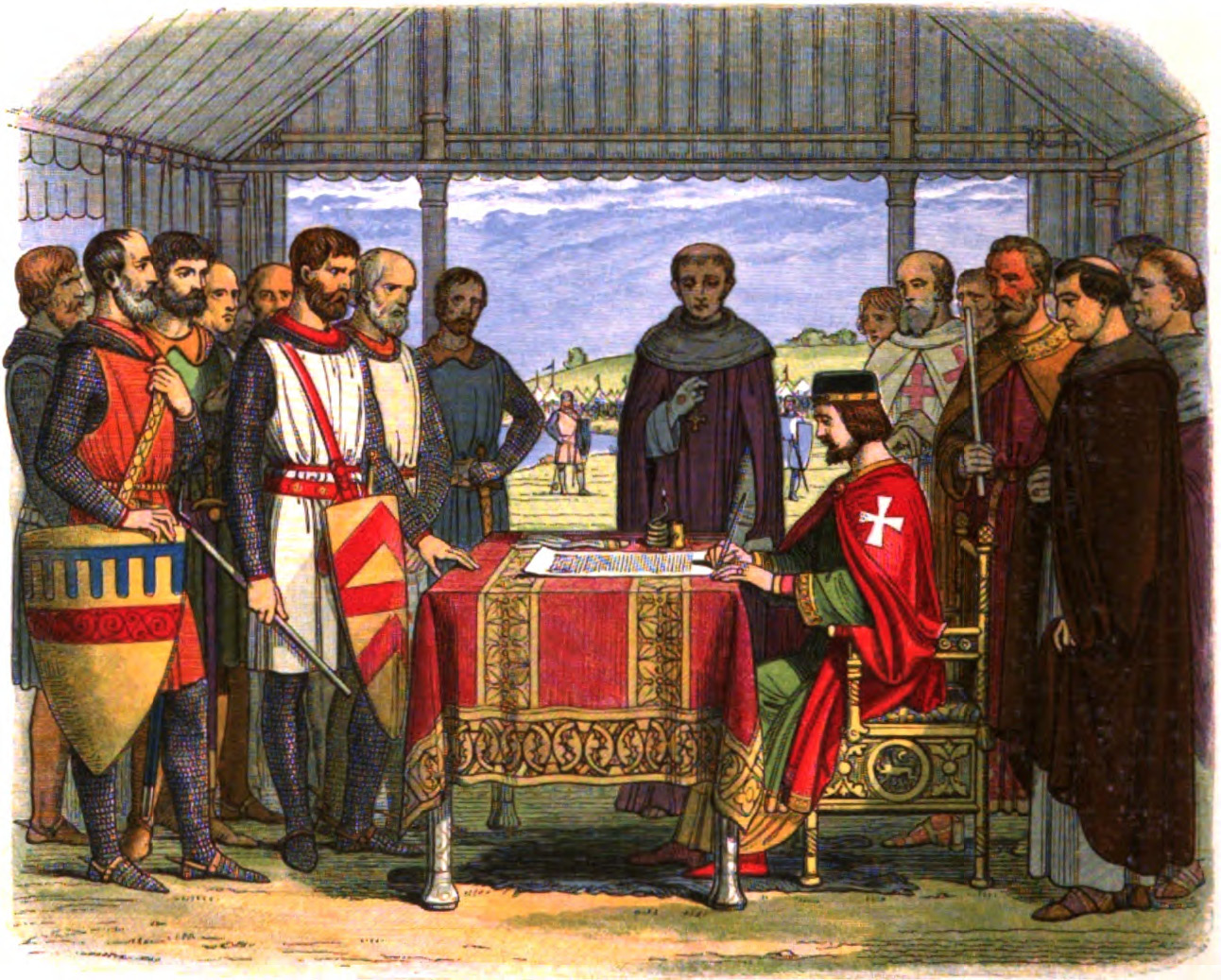
La signature de la Grande Charte (Magna carta) vue par les romantiques du 19. Selon Schumpeter, Walras a rédigé « la Grande Charte de la science économique ».

Les seize premiers chapitres de son livre EEPP sont consacrés aux échanges de biens de consommation. Walras examine d'abord les échanges de deux marchandises entre elles dans la section II de l'EEPP, puis, dans la section III, la théorie de l'échange de plusieurs marchandises entre elles. Il en arrive à la notion d'équilibre général, c'est-à-dire à une notion qui non seulement suppose l'équilibre des marchés mais qui sert également à analyser les interdépendances entre marchés. Pour qu'il y ait équilibre, il faut que l'offre effective soit égale à la demande effective, ce qui est obtenu par les variations de prix.

« Plusieurs marchandises étant données, dont l'échange se fait avec l'intervention du numéraire, pour qu'il y ait équilibre du marché à leur égard, ou prix stationnaire de toutes ces marchandises en numéraire, il faut et il suffit qu'à ces prix la demande effective de chaque marchandise soit égale à son offre effective. Lorsque cette égalité n'existe pas, il faut, pour arriver aux prix d'équilibre, une hausse du prix des marchandises dont la demande effective est supérieure à l'offre effective et une baisse du prix de celles dont l'offre effective est supérieure à la demande effective. »

Le point central est le système d'équations que Schumpeter appelle « La Grande charte de la science économique », par lequel Walras montre qu'il peut y avoir un équilibre économique. Son raisonnement est le suivant : 
1. Il suppose que n personnes possèdent m marchandises qu'elles peuvent échanger de manière à améliorer la satisfaction de leur besoin[88]. Il y aura alors n(m-1) équations de comportements.
2. Par ailleurs, il pose l'existence de n équations telles que la somme de tout ce qu'une personne vend soit égale à ce qu'elle achète.
3. Il pose également l'existence de m équations telles que pour chaque marchandise le total cédé soit égal au total acquis.
4. Cela mène à m(n+1) conditions ou équations.
5. Mais une des équations, par exemple l'équation d'équilibre du marché, est liée aux autres et aux équations du budget des ménages. Nous avons alors m(n+1) -1 équations indépendantes pour déterminer les m prix d'équilibre et les m.n quantités échangées. En réalité, il n'y a que m-1 prix à déterminer puisque le prix du numéraire est égal à 1.

Il y a donc autant d'équations que de variables et il est donc possible de résoudre le système. Par conséquent, l'équilibre général existe. En fait, pour Walras, il peut y avoir plusieurs équilibres mais, selon lui, s'il y a de nombreuses marchandises sur les marchés, alors il n'y aura en général qu'un seul équilibre.

### Théorie de la production
Dans la section IV de son livre consacrée à la théorie de la production, Walras distingue trois types de capitaux. Les capitaux fonciers (appelés aussi terre) donnés par la nature ; les capitaux personnels (personnes) rémunérés par les salaires, et les capitaux proprement dits, produits comme les biens de consommation et à ce titre variables. C'est l'assemblage de ces formes de capitaux qui permet la production. Pour Walras, sur le marché des services « se rencontrent les propriétaires fonciers, travailleurs comme vendeurs et les entrepreneurs comme acheteurs de services producteurs, c'est-à-dire de rente, de travail et de profit. ». Sur le marché des produits se rencontrent les entrepreneurs qui sont vendeurs ainsi que les propriétaires fonciers, travailleurs et capitalistes qui sont acheteurs. Pour Walras : 

« la production sur un marché régi par la libre-concurrence est une opération par laquelle les services peuvent se combiner en les produits de la nature et de la quantité propre à donner la plus grande satisfaction possible des besoins dans les limites de cette double condition que chaque service comme chaque produit n'ait qu'un seul prix sur le marché, celui de l'offre et la demande sont égales, et que leur prix soit égal à leur prix de revient en services. »

Chez Walras, « à l'état d'équilibre de la production, les entrepreneurs ne font ni bénéfices. Ils subsistent alors non comme entrepreneurs, mais comme propriétaires fonciers, travailleurs ou capitalistes dans leurs propres entreprises ou d'autres ». Dans sa théorie de la production, il néglige non seulement le rôle des entrepreneurs, mais également les délais d'adaptation de la production (qu'il traite partiellement dans sa théorie de la monnaie). Puis il bâtit un système d'équations pour déterminer les prix d'équilibre. Ces équations expriment « l'égalité de la somme des quantités des services employés dans toutes les industries et de l'offre totale de ces services », « l'égalité de la somme des coefficients de production des services qui y sont utilisés, multipliés par les prix respectifs de ces services, et du prix unitaire du produit de l'industrie » et enfin l'égalité entre le coût moyen, le coût marginal et le prix des services dans toutes les industries. Il obtient ainsi autant d'équations que de variables, montrant qu'un équilibre peut exister.

### Théorie de la circulation et de la monnaie

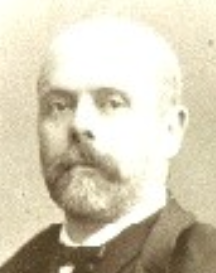
Léon Walras à l'âge mûr

La théorie de la circulation de la monnaie est traitée dans la section VI des Éléments d'économie politique pure. Dans cette section, Walras fait de la monnaie et du crédit une « pièce de sa théorie générale de l'équilibre ». Pour Schumpeter, ce faisant, il crée « la théorie moderne de la monnaie ». Walras, dans la première édition de son livre, met en avant le besoin de monnaie en économie. Dans la seconde édition, il met en avant l'encaisse désirée par les agents et n'en fait pas une partie intégrante de sa théorie de l'équilibre général (ce qu'il ne fait que dans la quatrième édition). Selon Rebeyrol, l'économiste de Lausanne ne développe pas trois théories monétaires successives, mais expose trois versions d'une même idée : la monnaie existe car il est impossible autrement de procéder à des transactions.
Selon Schumpeter la théorie de la monnaie couronne l'édifice walrassien dont le rez-de-chaussée est constitué par la théorie du marché des biens de consommation, le premier étage par la théorie de la production et du marché des services producteurs et le troisième étage par le marché du « capital circulant, c'est-à-dire des stocks de biens nécessaires pour que tout continue à fonctionner ». Les stocks permettent la synchronisation du processus économique dans la mesure où ils règlent la question des décalages. Le prix des stocks dans ce contexte est différent du service rendu par les stocks dans la mesure où il faut introduire la notion de capital immobilisé et qu'il faut payer cette immobilisation. Les stocks offrent à Walras le moyen d'introduire la notion de monnaie, alors que jusque-là il ne l'employait qu'au sens de numéraire, simple élément de proportionnalité, et non comme bien désirable en lui-même. Dans cette section, Walras introduit également la notion de capital, qu'il distingue du marché des biens de capital, l'idée étant que les capitalistes épargnent en monnaie, non pas en biens de capital. Il existe donc chez Walras un prix d'équilibre (c'est-à-dire un taux d'intérêt d'équilibre) égalisant les quantités de monnaie désirée et existante. Schumpeter reproche ici à Walras de négliger « l'influence des variations du taux d'intérêt sur le total des transactions, donc sur l'encaisse désirée ».

### Théorie de la capitalisation et du crédit, progrès économique et démocratisation

#### Théorie de la capitalisation et du crédit
La Théorie de la capitalisation et du crédit constitue la section V des Éléments d'économie politique pure. Il faut d'abord bien noter que Walras distingue le marché des capitaux, c'est-à-dire des biens de capital du marché du capital « où se loue le capital monnaie. ». Chez l'économiste de Lausanne, les capitaux ne sont pas recherchés pour eux-mêmes mais pour les revenus qu'ils procurent. Il distingue les revenus bruts des revenus nets obtenus par soustraction de l'amortissement et des assurances. Les prix des capitaux se forment sur le marché des capitaux neufs où ceux qui veulent produire plus achètent les nouvelles machines et autres biens de capital à d'autres entrepreneurs. Comme c'est le revenu qui importe aux investisseurs, le « marché des biens de capital est réellement un marché de flux de revenus nets perpétuels ». Cela permet à Walras de ne pas se soucier des prix des biens en capital et de se préoccuper seulement du taux de revenu net qu'on peut selon Schumpeter identifier au taux d'intérêt tant qu'il n'y a pas de monnaie. Le taux de revenu net, « sous-produit de la théorie des biens en capital » entre dans toutes propositions d'offres et de demandes tandis que le prix des biens en capital est évincé. La variation du taux de revenu perpétuel provoque des réactions des capitalistes et provoque l'équilibre sur le marché des biens en capital.

#### Progrès économique et démocratisation
La section VII des Éléments d'économie politique pure est consacrée aux conditions et conséquences du progrès économique ainsi qu'à la critique des systèmes d'économie politique pure. Concernant cette dernière partie, Walras procède à un examen critique de la doctrine des physiocrates ainsi qu'à une exposition des réfutations des théories anglaises du prix des produits, du fermage, du salaire et de l'intérêt. Dans les leçons 35 et 36 des Éléments d'économie pure, il insiste sur le fait que le progrès économique ne peut être envisagé que dans une perspective dynamique de long terme où l'on assiste à des variations des coefficients techniques de production. En ce qui les concerne, il distingue deux types de variations : les variations en valeur, qu'il associe au progrès économique, et les variations de la nature même des coefficients, qu'il associe au progrès technique. Il note :

« toutes les fois que la fonction de fabrication vient à changer, c'est le cas du progrès technique amené par la science, et que toutes les fois que, sans changement de la fonction, les coefficients d'emploi de rente viennent à diminuer, ceux d'emploi de profit venant à augmenter, c'est le cas du progrès économique amené par l'épargne (Walras, 1988, pp.591-592). »

 Sur ce point, Pierre Dockés souligne que Walras néglige le progrès technique puisqu'il raisonne toujours dans le cadre d'une dynamique de long terme à la Ricardo, avec croissance de la rente, décroissance du profit et constance des salaires nominaux (réels chez Ricardo). Pourtant, selon cet auteur, les crises des années 1880, 1890 montraient qu'un modèle ricardien ne permettait plus de comprendre la réalité. Pour Dockès, si Walras poursuit dans cette voie, c'est parce qu'elle lui permet d'arriver à ce que son père lui a enseigné. D'ailleurs, tant dans les Éléments d'économie politique sociale que dans les Éléments d'économie politique appliquée, Walras continue à défendre l'idée de son père selon laquelle l'État doit racheter les terres, même s'il sait qu'il a peu de chance d'être entendu en France. Selon Vincent Bourdeau, l'idée de progrès chez Walras s'inscrit dans une perspective démocratique où elle s'oppose au malthusianisme. L'important chez Walras est « de produire pour la production et non pour la consommation ». Précisément, dans cette optique, le fait que le capital puisse toujours augmenter permet d'échapper aux restrictions posées par le caractère fini de la terre. Walras écrit en 1877 dans les Éléments d'économie politique pure :

« …on peut dans la confection des produits et des capitaux neufs, faire entrer des quantités de plus en plus faibles de rente de terres, à la condition d'y faire entrer des quantités de plus en plus fortes de profit de capitaux proprement dits. De là la possibilité de progrès indéfini. »

Cet accent mis sur le capital et le crédit s'explique par la volonté de Walras de démocratiser la société en démocratisant le capital et le crédit, et explique selon Bourdeau pourquoi Walras mise plus sur le progrès économique que sur le progrès technique. Pour Bourdeau, « inscrire ou « enraciner » l'idéal démocratique dans des conditions économiques, fut bien l'entreprise fondamentale du travail théorique de Léon Walras ».

## L'économie sociale et appliquée chez Walras

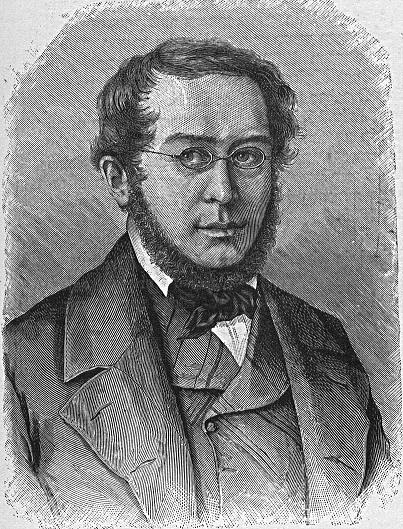
Charles Fourier dans sa jeunesse.

Walras traite d'économie sociale et appliquée surtout dans L'économie politique et la justice, les Études d'économie sociales (EES), les Cours d'économie sociale ainsi que dans les Éléments d'économie politique appliquée (EPA).

### L'économie politique et la justice
Il s'agit du premier ouvrage économique de Walras, datant de 1860 et contenant deux parties distinctes. Dans la première partie, intitulée Introduction à la question sociale, il traite de l'origine de la société, de l'intérêt et de la justice et dessine les grands traits de sa conception de la méritocratie. Dans la seconde partie, il s'attaque à Pierre-Joseph Proudhon auquel il reproche de confondre science sociale et science naturelle. Rappelons que pour lui des forces inéluctables sont à l'œuvre dans la science naturelle.

### Les Études d'économie sociale et les cours d'économie sociale
Les Études d'économie sociale ont été publiées en 1896, tandis que les Cours d'Économie sociale n'ont été publiés que dans le cadre de l'édition (1987-2005) des Œuvres économiques complètes d'Auguste et de Léon Walras par Pierre Dockès et Jean-Pierre Potier. Ces écrits sont centrés sur la question de la répartition équitable de la richesse sociale et portent sur la nature humaine, sur la justice, sur le rôle de l'État et son financement, ainsi que sur la place de l'histoire.
Pour Walras, l'abstraction permet de concevoir à la fois l'individu sans État et dépourvu d'individualité sociale. Dans la réalité, une telle distinction ne peut être faite, seule l'abstraction permet de distinguer « l'activité individuelle de l'homme et les conditions où cette activité se déploie » et à séparer « la morale individuelle et la morale sociale (EES,83) ». D'une certaine façon, la morale individuelle est du ressort de l'activité économique pure tandis que la morale sociale s'exprime dans l'économie sociale et doit répondre à des objectifs de justice.

### Les Éléments d'Économie Politique Appliquée (EPA)
Dans ce livre, Walras ne traite pas de la répartition des Richesses comme dans les Éléments d'Économie Sociale (EES) mais de la « production de la richesse par les hommes en société ». Plus précisément, il s'agit d'empêcher « certains entrepreneurs de faire des bénéfices autrement que dans les conditions normales de la libre concurrence (EPA, 425) ». Pour Walras, l'intervention de l'État « est nécessaire pour établir et maintenir la libre concurrence là où elle est possible (EPA, 26) ».
Selon Walras, l'État devrait intervenir sur le marché du travail pour fixer la durée (il soutient la journée de huit heures), pour assurer le respect d'un minimum d'hygiène et pour encadrer la fixation du prix du travail. Il devrait aussi faciliter le passage des salariés d'un secteur à l'autre, une chose importante dans le cadre de la libre-concurrence. Remarquant qu'il n'y a pas de grève entre entrepreneurs et capitalistes car le marché des capitaux est bien organisé, il note qu'il devrait en être de même sur le marché du travail où une hausse ou une baisse des salaires devrait permettre un déplacement des travailleurs, évitant ainsi grèves et violences.
Si l'État doit favoriser la concurrence, l'aide aux plus démunis reste du domaine d'associations volontaires, ce n'est pas celui du gouvernement. « Nous voulons bien que l'armée sociale ramasse ses traînards, nous demandons seulement qu'elle ne règle pas sa marche sur la leur, sous peine de ne compter bientôt que des traînards (EPA, 284) ».

### Justice et méritocratie chez Walras

La justice commutative.

Walras distingue la justice commutative et la justice distributive :

« La justice commutative est celle qui préside aux échanges et qu'on représente tenant une balance : c'est elle qui veut que, dans une course, il soit assigné à tous les coureurs un même point de départ. La justice distributive est celle qui préside aux concours et qu'on représente une couronne à la main ; c'est elle qui veut que les coureurs soient représentés en raison de leur agilité, c'est-à-dire dans l'ordre suivant lequel ils ont atteint leur but (EES,160 et CES, 215). »

Chez Walras, la justice de l'État n'a pas à corriger les inégalités naturelles, physiques ou économiques. Son seul rôle est de s'assurer que les règles du jeu soient les mêmes pour tous, il n'a pas à corriger les choses pour aider les moins favorisés ou les moins chanceux. Walras a globalement une vision méritocratique de la société. 

« Tous les hommes ne sont pas également sensibles, intelligents, résolus, mais tous sont libres de se moraliser par la pratique de la vertu et de se démoraliser par la pratique du vice. Donc c'est une chose essentiellement opposée à la justice commutative que tous les hommes ne jouissent point, dans l'État des mêmes conditions sociales générales, car ainsi les uns sont favorisés et les autres sont entravés dans l'accomplissement de leur destinée. Donc, c'est une chose essentiellement opposée à la justice distributive que tous les hommes ne jouissent point comme individus, de positions personnelles particulières, correspondant à la différence de leur mérite ou de leur démérite, car ainsi, ni les uns ni les autres ne portent la responsabilité de leur destinée (EES, p.140) »

### Walras et le libre-échange

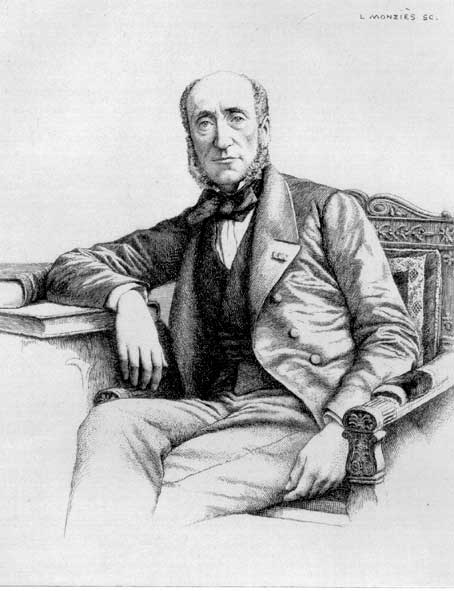
Michel Chevalier

Si, pour Walras, « le libre-échange est l'idéal de la science », il n'en pense pas moins que la spécialisation des nations ne peut être aussi poussée que celle des individus. Il estime que pour que le libre-échange soit bénéfique, il faut qu'un secteur, par exemple le secteur agricole en France, soit dynamique. D'où l'idée de nationalisation des terres et la constitution de fermes de grande échelle pratiquant les cultures intensives, pour favoriser le dynamisme agricole. D'où également 
sa critique du traité Cobden-Chevalier instaurant le libre-échange entre la France et le Royaume-Uni. Selon lui, avant de procéder à de tels accords, il convient de procéder à des réformes préalables de manière à ne pas trop peser sur les conditions sociales des patrons et des salariés.

### Les monopoles
Walras se prononce contre les monopoles privés qui pénalisent les clients. Toutefois, il accepte ceux résultant d'une nouvelle invention. Selon lui, les monopoles naturels doivent passer sous le contrôle direct ou indirect (contrat avec l'État) de la puissance publique.
Walras traite à la fois des tarifs et des monopoles dans la section VIII des Éléments d'économie politique pure car, dans les deux cas, on détermine « arbitrairement la quantité débitée ». Dans le cas du tarif, on détermine arbitrairement le prix qui à son tour détermine arbitrairement la quantité. Dans le cas du monopole, on détermine arbitrairement la quantité pour agir sur le prix. Selon lui, la théorie du monopole met en échec deux principes fondamentaux de la théorie des prix en concurrence, à savoir le principe d'égalité entre prix de vente et de revient et le principe d'unicité du prix sur un marché.

## La nature humaine chez Walras

### La nature humaine, la science et le libre-arbitre

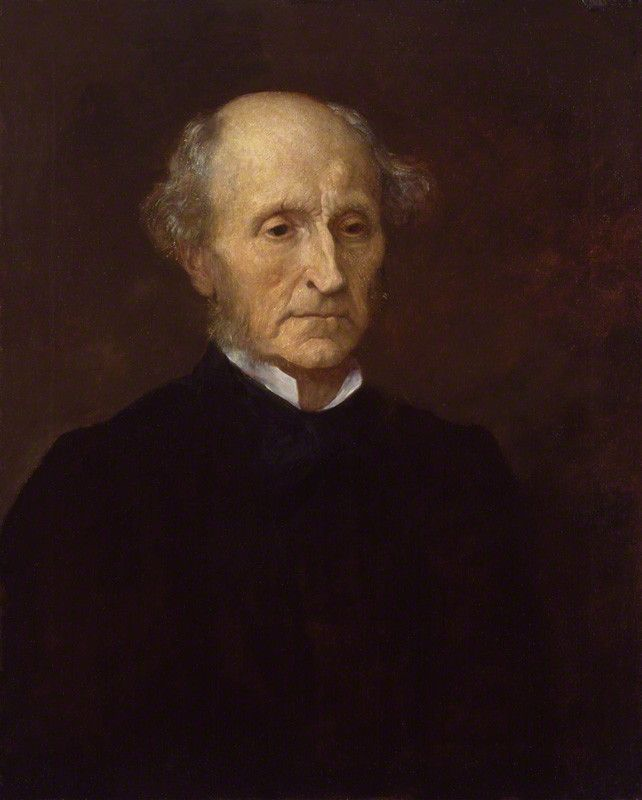
Portrait de John Stuart Mill par George Frederic Watts (1873)

Walras distingue nettement nature animale et nature humaine, c'est-à-dire qu'il distingue nettement l'homme physique, animal de l'homme moral ou social. La nature humaine morale ou sociale est chez lui diverse et malléable puisqu'elle dépend de la société. Par exemple, il considère l'homme social français conditionné de telle sorte qu' « on n'arrive à rien en France que par la flagornerie ». Si la nature humaine varie, c'est parce qu'elle possède les moyens de contrôler les instincts. Concernant le talent, Walras semble se contredire en affirmant d'un côté qu'il vient de l'effort de volonté libre et d'un autre qu'il est reçu. L'unité essentielle de la nature humaine pour lui « se manifeste dans l'exercice des facultés humaines, dans l'art, la science, l'industrie et l'éthique ». Cette unité transparaît dans la capacité de tous les êtres humains, quel que soit leur lieu de résidence, à pratiquer la division du travail, à manifester de la sympathie, à utiliser leur entendement et leur raison pour faire œuvre de science.
Walras, contre le matérialisme pur, affirme d'abord l'existence du libre arbitre. Durant sa maturité intellectuelle, il le voit comme un fait empirique et note à cet égard : « J'ai toujours pris le fait de la volonté libre de l'homme comme un fait d'expérience, sans lui accorder ni plus de valeur métaphysique ni moins de valeur scientifique qu'aux faits de la végétation et de la vie ». L'homme, parce qu'il n'est pas qu'une personne physique, animale, mais aussi une personne morale et sociale, peut déterminer sa destinée. Il remarque à ce propos l'existence d'« une sensibilité supérieure qui attache l'homme à sa destinée, [d'] une intelligence supérieure qui la lui fait comprendre, [d']ne volonté libre qui lui permet de s'engager ». Walras fait cohabiter libre arbitre et déterminisme, en estimant que le premier n'intervient qu'à 30 % ou 40 % dans les décisions humaines, l'homme ne pouvant agir selon son libre arbitre que dans les limites imposées par un principe supérieur.
Si l'on veut comprendre l'importance du libre arbitre chez Walras, il faut se rapporter à la problématique du libre arbitre en science chez Marx et Mill. Pour Marx, on ne peut pas partir du libre arbitre pour faire de la science, il faut s'en tenir aux causalités mécaniques. Au contraire, pour John Stuart Mill, tous les aspects du comportement humain relevant du principe de causalité, une science sociale est possible. Chez Walras, la science peut déterminer les effets d'une décision, c'est-à-dire les conséquences qui découlent inéluctablement du fait des processus économiques. Walras note à cet égard que « jamais nous n'avons essayé de calculer les décisions de la liberté humaine ; nous avons seulement essayé d'en exprimer mathématiquement les effets ». En réalité, la science naturelle n'a pas plus besoin de se préoccuper du libre arbitre que les ingénieurs quand ils construisent un pont. Pour lui « la science économique existe en ce qui concerne une grande partie du comportement économique, que le libre arbitre existe ou non ».

### Homo œconomicus

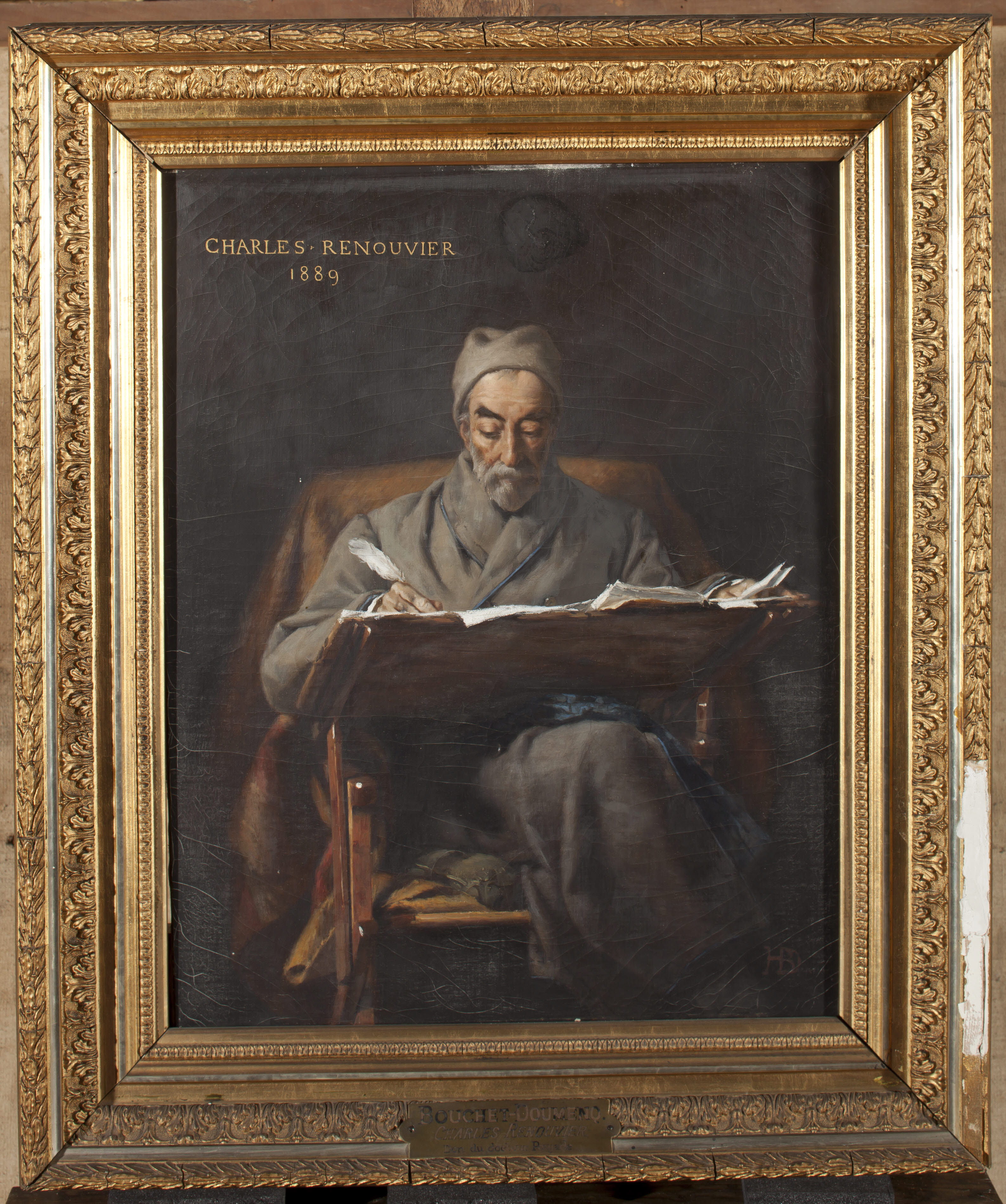
Portrait de Charles Renouvier par Henri Bouchet-Doumenq, dont le père est un ami du philosophe.

Selon Donald Walker, le concept d'Homo œconomicus de Walras est le même que celui de John Stuart Mill. Celui-ci note que l'économie « ne traite pas de la totalité de la nature humaine comme modifiée par l'état social, ni de la totalité de l'homme en société » (Homo œconomicus de Walras ). Si Walras utilise l'abstraction homo œconomicus, c'est, en reprenant les mots de Mill, parce que « cela est le mode que la science doit forcément suivre ». À Charles Renouvier soutenant que les « conditions psychologiques, sociales et autres sont de nature à introduire un écart entre les prévisions de l'économie mathématique et les déterminations des faits économiques », Walras rétorque que son livre Éléments d'économie politique pure « est exclusivement une œuvre de théorie, dans laquelle j'ai cru pouvoir faire abstraction des « conditions psychologiques, sociales et autres » dont vous parlez comme des perturbations accessoires ». Il faut noter que chez Walras l'homo œconomicus est considéré comme honnête. Sont donc exclus des études de Walras notamment la tricherie, le non-respect des contrats, qui ne seront abordés que plus tard par la science économique.
Chez Walras, c'est parce que l'homme a des besoins et des désirs qu'il y a utilité, utilité qui chez Walras est mesurable et analysable au moyen de fonctions continues dérivables. Par ailleurs, l'utilité marginale est décroissante : la satisfaction est d'autant plus faible que le bien est détenu en quantité. Comme Walras suppose que l'homme veut maximiser l'utilité totale, l'échange va avoir lieu et par là s'enclenche tout le raisonnement micro-économique de Walras bâti autour des courbes d'offre et de demande.
Notons ici que dans les Éléments d'économie politique appliquée, Walras a parfaitement conscience que les hommes manquent de clairvoyance et ne comprennent pas toujours où est leur intérêt, d'où notamment les crises financières. Mais selon lui, si l'on veut traiter scientifiquement de l'économie, il faut supposer que les « hommes sont capables de connaître leur intérêt et de le poursuivre, c'est-à-dire qu'ils sont des personnes raisonnables et libres ».

### L'État et l'individu
Chez Walras, il y a causalité réciproque entre l'État et l'individu : « Si chaque personne morale est un élément essentiel de la société, la société est un élément essentiel de toute personne morale ». L'État et l'individu sont, pour reprendre les termes de Cyrille Rouge-Pullon « deux types sociaux équivalents de même valeur se partageant la richesse sociale. ». L'État ne doit pas dépendre des individus et doit rester indépendant du monde économique. Aussi, pour les Walras, l'État ne doit pas prélever l'impôt mais il doit être propriétaire des sols et c'est cette rente qui doit permettre son financement.
Pour harmoniser l'intérêt de l'État et celui des individus, Walras compte sur la justice et l'éducation gratuite. Mais il élude la question du fonctionnement de l'État qui pourtant pose problème, d'autant que chez lui l'État est indépendant des individus et qu'on ne sait donc pas exactement comment se règlent les conflits entre les deux.

## Walras face aux pensées libérale, socialiste et démocratique

### Walras et Proudhon

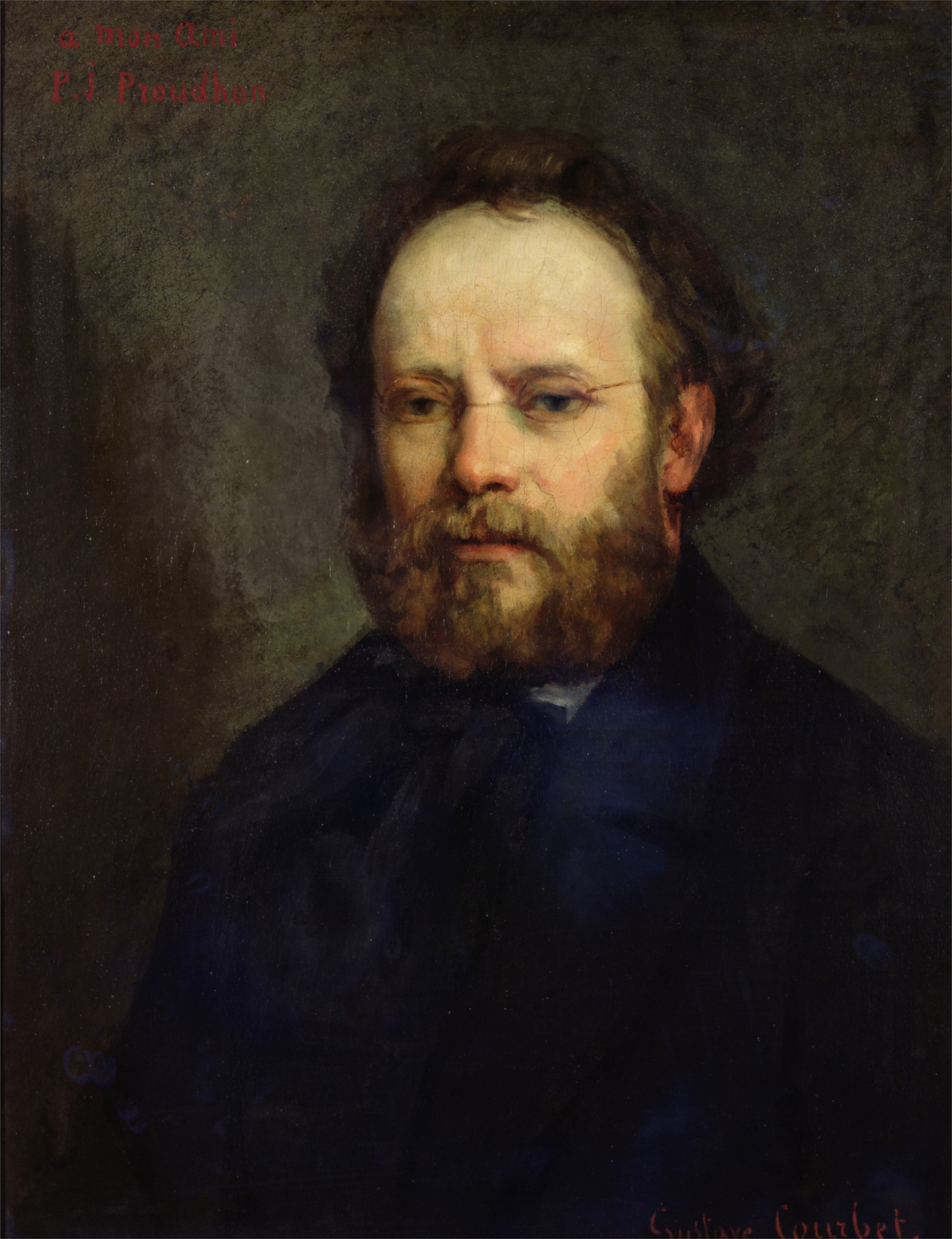
Portrait de Joseph Proudhon par Gustave Courbet (1866)

Dans la deuxième partie de son premier ouvrage économique, Walras reproche à Pierre-Joseph Proudhon de ne pas comprendre que l'économie est une science naturelle où sont à l'œuvre des forces inéluctables. Selon lui, comme il le précise dans ses Éléments d'économie sociale, la doctrine de Proudhon est incohérente car « [il] croit à la liberté absolue, sans pour autant admettre son résultat inévitable qu'est l'inégalité ». Il s'agit d'une pensée : 

« qui tend à l'égalité absolue, sans vouloir cependant de son agent indispensable qu'est l'autorité; qui détruit l'État sans sauver l'individu,[qui] poursuit le nivellement des positions personnelles dans le bouleversement des conditions sociales, et enfin [qui ne reprend] de l'individualisme et du communisme … que les erreurs et ne concilie que les excès »

Walras critique la théorie de la valeur chez Proudhon et en particulier sa tentative d'assimiler juste prix et prix de revient. Pour l'économiste de Lausanne, il est impossible de déterminer hors marché les éléments de base du prix de revient qui sont le travail, les richesses naturelles. Rappelons ici que pour Walras, le prix du marché en concurrence pure et parfaite est à la fois le vrai prix et le juste prix. L'économiste de Lausanne critique aussi la volonté de Proudhon à « détruire le parasitisme de l'argent ». Il est en particulier très opposé au projet de Proudhon de crédit réciproque, que reprendront les mutuellistes français de son temps, notamment ceux qui écrivent dans Le Courrier français. Pour Walras, il est en effet impossible de se passer de l'argent.`

### Walras et les programmes d'équité saint-simoniens, fouriéristes et radicaux
Ce que Léon Walras reproche surtout aux saint-simoniens, c'est leur remise en cause de l'héritage. Cette opposition tient à deux raisons principales. Remettre en cause l'héritage c'est remettre en cause le droit de propriété (Walras ne sort du champ de la propriété privée que la terre qui doit selon lui appartenir à l'État). Par ailleurs, supprimer l'héritage c'est décourager l'épargne, donc la constitution du capital.
Walras s'oppose également au fouriérisme, car il ne repose pas selon lui sur une vision réaliste des hommes en misant tout sur la fraternité. Son attaque principale est dirigée contre la version du fouriérisme de Victor Considerant qui prône le droit au travail. Ce dernier, un peu comme Walras, estime que les hommes sont collectivement propriétaires des terres. Pour remédier à l'inégalité créée par la possession des terres, il propose en compensation (clause lockéenne) de leur attribuer un droit au travail. Walras estime que cette proposition ne satisfera pas les exclus qui veulent la justice, c'est-à-dire de la propriété pour eux et pour leurs descendants. Par ailleurs, le droit au travail conduirait l'État à ne pas embaucher les meilleurs mais ceux qui ne trouveraient pas de travail ailleurs, ce qui l'affaiblirait. Enfin et peut-être surtout, cela conduit à attribuer la liberté sans la responsabilité, ce qui est pour Walras inacceptable.
Walras s'attaque également aux projets des radicaux de son temps : ceux d'impôt progressif et de dépenses sociales. Les impôts progressifs ont selon lui plusieurs défauts : ils favorisent la tendance au gaspillage de l'État, découragent les individus, freinent l'émulation et rendent obligatoire la fraternité, ce qui est pour Walras contraire à la nature humaine. Les dépenses sociales, elles, ne tiennent pas compte du mérite des individus. Il préfère que les biens publics soient produits par l'État et distribués gratuitement.

### Walras et le communisme

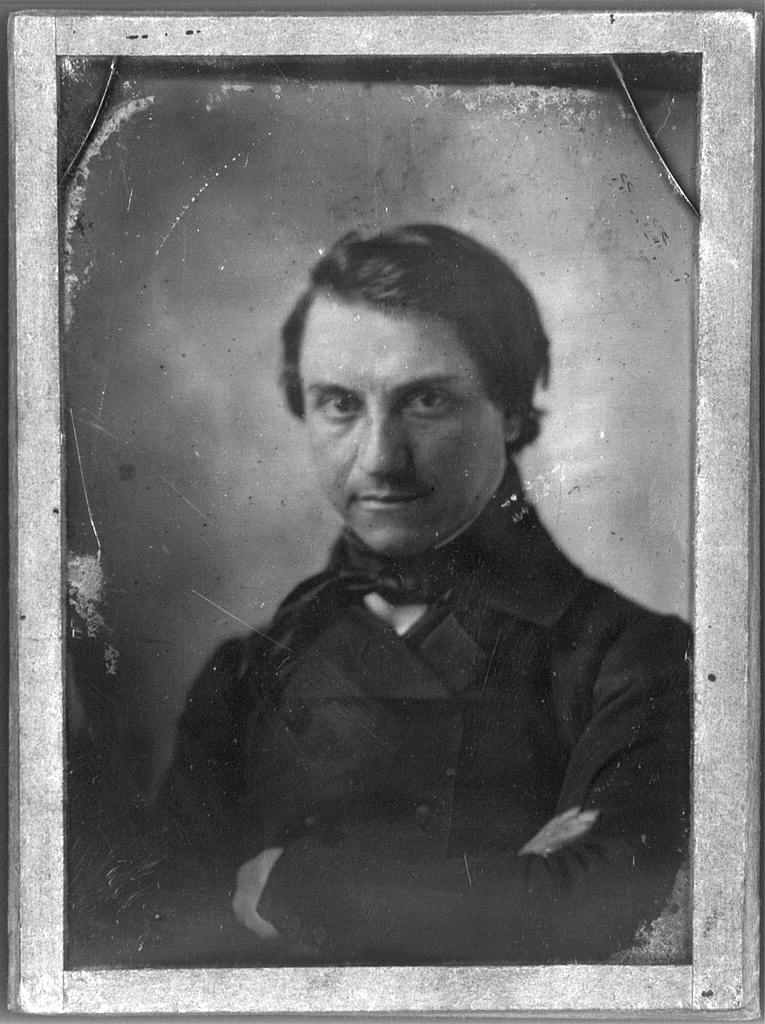
Louis Blanc photographié vers 1850-1860.

#### Walras et le communisme de Louis Blanc
Si Walras estime que le projet socialiste de Louis Blanc est cohérent, celui-ci commet toutefois l'erreur de faire reposer son système sur la fraternité, un sentiment certes important mais moins central chez les hommes que l'intérêt. Par ailleurs, Louis Blanc fait de l'État le seul entrepreneur, sans démontrer qu'il peut produire en plus grande quantité qu'un système d'économie d'entreprises. Enfin dans ce système où selon Walras la fraternité est dévoyée dans la formule « à chacun selon ses besoins », l'homme n'est pas libre car il n'est pas responsable de ses actes.`

#### Walras et le communisme marxiste
Walras commence à critiquer le marxisme à partir des années 1895, quand il supplante les doctrines socialistes que Pierre Dockès qualifie de quarante-huitardes. S'il estime que le collectivisme marxiste est possible à certaines conditions, il ne croit ni à son équité ni à son efficacité. En effet, pour lui, ce collectivisme est fondé sur une théorie de la valeur erronée (la valeur travail) qui fausse tout le système des prix et qui ne permet pas d'assurer un équilibre global mais seulement un équilibre partiel par produit. Par ailleurs, même si Léon Walras à la suite de son père est favorable à une collectivisation des terres, il s'oppose à la collectivisation du capital. En effet, selon lui, les grandes fortunes viennent d'abord de pratiques monopolistiques ou de l'appropriation des terres.

### Walras, le crédit et l'école démocratique d'Étienne Vacherot

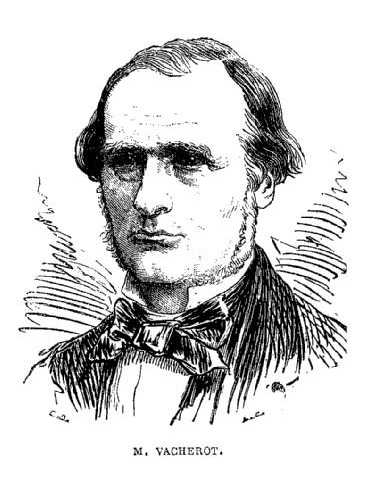
Étienne Vacherot a influencé Walras sur la démocratie et a fait partie du Commission des Trente ayant élaboré les lois constitutionnelles de la troisième République.

Dans son livre La démocratie paru en 1860, Étienne Vacherot distingue deux écoles : celle en faveur du laissez faire qu'il nomme « l'école libérale proprement dite », et « [l']école démocratique libérale ». Léon Walras a lu le livre ; c'est même lui qui pour une fois a recommandé un livre à son père Auguste. Un des problèmes soulevés par cet ouvrage est celui de l'articulation entre les fins de la justice sociale déterminées par la politique et les moyens qui relèvent de l'économie politique. Dans un passage souligné par Walras, il note que la politique pure « le plus souvent ne peut que montrer le but : c'est à l'économie politique à trouver les moyens. La Révolution fort peu économiste de son métier n'a rien pu prévoir de toutes ces choses ». Pour éviter une organisation du travail d'essence militaire, il préconise l'association qui ne peut réussir que « dans l'organisation du crédit ». Remarquons que c'est dans les années précédant la parution du livre, vers 1850-1860, que la France se dote d'un système de crédit qui permet le développement de l'économie moderne. Le sujet est donc d'actualité, tout comme le problème de la démocratisation de la société posé par la révolution française de 1848.
Dans sa théorie du crédit, Walras distingue le crédit personnel basé sur la confiance et le crédit réel basé sur une hypothèque ou sur le gage d'un bien. Il s'oppose à la fois aux libéraux pour qui le seul vrai crédit est réel (le crédit personnel selon Coquelin ne devant être réservé qu'aux gens très sûrs) et à Proudhon qui avec le crédit gratuit tend vers une forme extrême de crédit personnel. Il s'oppose aussi à Anselme Batbie et à Horn qui dans le Crédit populaire en font un moyen de réforme morale. Pour l'économiste de Genève, il est normal de payer un intérêt qui tienne compte du risque tout comme il est normal de récupérer son capital à la fin du prêt. Aussi Walras préconise-t-il une institutionnalisation des garanties, notamment par l'association de crédit. Constatant l'échec de l'association de crédit, dans les Éléments d'économie politique appliquée, Walras s'intéresse surtout au crédit à long terme, le seul, qu'il estime capable de démocratiser le capital. Comme il a pu le vérifier en Suisse, c'est l'articulation entre le crédit de court terme, le crédit de long terme et l'épargne qui permet un accès progressif de tous au capital et donc sa démocratisation.

### Socialisme et libéralisme: le socialisme singulier de Walras
Les auteurs ayant travaillé sur le Walras des livres autres que les Éléments d'économie politique pure divergent sur la question de savoir si Walras est plutôt socialiste ou plutôt libéral. Si, selon Pierre Dockès, Walras a développé un socialisme singulier, Pierre Herland le trouve surtout libéral. Pour Dockès, le caractère singulier du socialisme de Walras vient de sa recherche d'« une synthèse entre l'intérêt (ou l'utilité) et la justice (ou la morale), donc entre l'économie politique (essentiellement dans son aspect de science appliquée) et la science morale (ou sociale) ». Cette synthèse ne se fait pas chez lui contrairement à Bastiat par « l'absorption de l'intérêt par la morale » ni par un entre-deux éclectique mais par la croyance en la possibilité d'arriver et à la justice absolue et à l'utilité absolue. Selon Dockès toujours, ce socialisme singulier est « intellectuellement rigoureux et finalement d'une grande actualité ». L'autre trait fort de son socialisme singulier semble tenir à sa vision de l'État. Pour Jean-Pierre Potier ce socialisme singulier serait une forme de social-libéralisme ,.
L'État est vu comme doté d'une rationalité supérieure aux individus dans le domaine qui est le sien. Chez Walras, l'État n'a pas à chercher une fonction d'utilité collective aux individus dans la mesure où il est une personne morale autre que les individus. La société et l'État ont des besoins autres que ceux des individus et l'appareil d'État a ses propres champs d'intervention. En ces domaines, sa rationalité supérieure est liée aux rapports étroits qu'il entretient avec la science, notamment l'économie pure. C'est ainsi que l'État doit par exemple veiller à empêcher les monopoles artificiels et à nationaliser ou réguler les monopoles naturels. D'un autre côté, il doit respecter les initiatives individuelles dans le domaine de l'économie privée qui se coordonne sur des marchés dont il doit s'assurer du bon fonctionnement.

## Réception et influence de la pensée de Walras

### La réception de l'œuvre

#### En France
Son œuvre est contestée dès la parution de son livre Éléments d'économie pure. Le Journal des économistes adopte d'abord la stratégie du silence, puis, quand les idées commencent à se répandre à la suite notamment d'un compte rendu de Charles Gide en 1883 sur La Théorie de la richesse sociale, ce journal fait paraître une étude d'Auguste Ott qualifiée de « torpillage » par Hervé Dumez. Walras se voit reprocher de vouloir mettre la liberté en équation et de disjoindre l'économie du social à travers le recours à la modélisation. Notons que le soutien de Charles Gide de 1883 est ambigu, tout comme son compte rendu de 1897 du livre de Walras Études d'économie sociale.

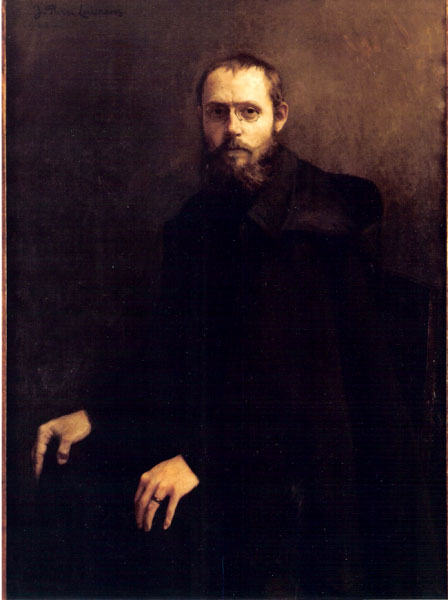
Charles Péguy a fait un compte-rendu de la pensée de Walras et de l'économie mathématique.

Walras, cherchant à élargir son influence, envoie son ouvrage Études d'économie sociale à Jean Jaurès et à Alexandre Millerand, à qui il semble déplaire. Georges Renard aide Walras à diffuser ses idées parmi les normaliens les plus engagés socialement, notamment auprès de Charles Péguy, de son neveu Georges Weulersse, de François Simiand et d'Adolphe Landry. Ce sont les deux premiers, non économistes, qui sont les plus réceptifs. Ils rédigent deux articles qui font le point sur l'homme et l'œuvre. Charles Péguy rédige un article intitulé Un économiste socialiste, M. Léon Walras, paru dans la Revue socialiste. Il donne également une conférence en 1896-1897 sur l'économie mathématique de Cournot, Gossen, Jevons et Walras, dont le manuscrit a été perdu. Dans l'article dont nous disposons, Péguy félicite l'économiste de Lausanne d'avoir, grâce aux mathématiques, « vraiment instauré une science », mais il lui reproche de ne pas avoir assez réfléchi au fait que les unités qui constituent le nombre social « sont liées entre elles par une solidarité circulaire close ». En fait, Péguy reprendra l'exacte méthode de Walras pour définir sa cité idéale dans ses Premiers et second dialogue de la cité harmonieuse. Cependant, à la fois le contenu de la cité idéale et les moyens d'y parvenir diffèrent de ceux de Walras. Weulersse lui écrira un compte rendu des Études d'économie sociale où il félicite Walras d'avoir contribué à la fondation de l'économie mathématique et à résoudre la question sociale.
Parmi les normaliens sociaux, les plus réticents seront ceux qui se destinent à l'économie : Adolphe Landry et François Simiand. Dans les deux cas, la réticence vient d'une question d'approche. Adolphe Landry est utilitariste et ne voit pas, à la différence, de l'économiste de Lausanne, de conflit possible entre utilité et justice. François Simiand de son côté défend une méthodologie positive basée sur les faits qui est aux antipodes de celle, normative, de Walras. Hors de l'école normale, Walras va intéresser Paul Valéry qui publiera en 1896 un compte rendu de la troisième éditions des Éléments d'économie politique pure, et qui fera connaître la pensée de Walras dans les milieux littéraires et artistiques.
La pénétration des idées de Walras en France est également rendue difficile par l'hostilité des professeurs d'économie. Albert Aupetit (1876-1943), un des disciples de Walras, qui a soutenu une thèse sous le titre Essai sur la théorie générale de la monnaie, échoue deux fois à l'agrégation en 1901 et 1903, parce que walrassien. La seconde fois, Gide a eu une attitude pour le moins ambiguë dans la mesure où il s'est désisté du jury et où son remplaçant a fait pencher la balance du côté défavorable à Walras et à Aupetit. À la suite de ces échecs, ce dernier intègre le service des études économiques de la banque de France. Le refus d'accorder l'agrégation à Aupetitpuis en 1910 à Étienne Antonelli(1879-1971) qui finira par l'obtenir en 1920 tient beaucoup à l'opposition de Paul Cauwés (1843-1917) un proche de la jeune école historique allemande qui voit dans l'équilibre général une justification du libéralisme. En réalité comme le souligne bien plus tard André Zylberberg, « rares sont les libéraux qui mettent en avant les résultats de la théorie de
l'équilibre général comme une confirmation des vertus du capitalisme ». Par exemple la très libérale école autrichienne d'économie n'utilisait pas la notion d'équilibre général. Pour Serge-Christophe Kolm,, ce sont souvent les adversaires du libéralisme qui voient dans l'équilibre général et l'économie néo-classique le fondement du libéralisme, plus rarement les libéraux.

#### Influence sur Pareto et l'école de Lausanne
Vilfredo Pareto, le successeur de Léon Walras à l'Université de Lausanne, peine dans les années 1880 à comprendre Walras. Il ne découvre réellement l'or qui se trouve caché dans les Éléments d'économie politique pure qu'après avoir lu les Principes de Maffeo Pantaleoni. C'est seulement alors qu'il apprécie l'œuvre de Walras, notamment le concept l'équilibre général. En fait, bien des contemporains de Walras trouvent le livre difficile. Un des grands mérites de Pareto est justement de rendre la notion d'équilibre général plus compréhensible et de la présenter parfois dans des articles écrits en anglais, ce qui facilite la diffusion de l'œuvre. Par ailleurs, comme Alfred Marshall, il renvoie les exposés mathématiques en note de bas de page estimant que la théorie économique doit limiter le langage technique qu'elle est amenée à employer. Enfin, à la différence de Walras qui s'intéresse surtout à la théorie économique pure, Pareto utilise beaucoup les statistiques. Cela traduit aussi le fait que chez lui la distance entre l'économie pure et l'économie appliquée est moindre que chez Walras. Autre différence majeure, Pareto considère que la philosophie morale n'a rien à faire en économie et que l'économie sociale de Walras relève de la métaphysique. Toutefois, Pareto comme Walras croient en l'existence de lois naturelles en économie. Pareto demande de façon ironique à Gustav Schmoller de l'école historique allemande, qui nie l'existence de telles lois en économie, s'il sait où trouver un restaurant servant des repas gratuitement. Comme son interlocuteur lui dit qu'un tel endroit n'existe pas, il lui rétorque : « alors vous percevez l'action des lois naturelles en économie ».
Le successeur de Walras puis de Pareto à Lausanne, Pasquale Boninsegni continue les travaux de ses prédécesseurs sur l'équilibre général jusqu'aux années trente. L'école de Lausanne, après Pareto est souvent perçue comme étant parétienne et non walrassienne. C'est particulièrement le cas pour les économistes italiens qui s'y rattachent : Umberto Ricci, Luigi Einaudi, Gustavo Del Vecchio, Costantino Bresciani Turroni et d'autres

#### En Angleterre

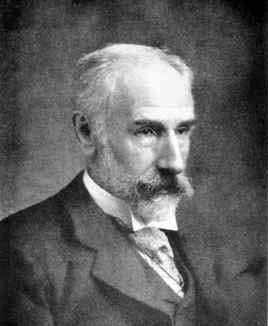
Francis Ysidro Edgeworth

Walras communique avec Stanley Jevons, fondateur anglais de l'école néo-classique, et avec Alfred Marshall auquel il envoie régulièrement ses ouvrages. Ce dernier, qui tient la chaire d'économie de Cambridge, sera finalement le plus influent. En effet, outre son poste prestigieux, il a eu la prudence de ne pas rompre avec les classiques, dont il se présente comme le continuateur, et de mettre l'appareil mathématique en annexe. Il écrit à Walras : « Personnellement, je m'en tiens à l'idée, que je pense vous avoir indiquée il y a quelque temps, selon laquelle les mathématiques dans un traité d'économie doivent être placées à l'arrière-plan ».
Francis Ysidro Edgeworth souligne lui l'importance de la conception walrassienne de l'entrepreneur même s'il n'accepte pas l'idée qu'à l'équilibre l'entrepreneur ne fasse pas de profit. Il écrit : « Le professeur Walras est un des premiers à correctement concevoir l'entrepreneur comme une agence qui d'un côte achète des productions … et de l'autre vend des produits sur des marchés interdépendants.(Edgeworth 1889, p.435) ». Toutefois, il faudra attendre 1924 pour qu'un économiste anglais, Arthur Lyon Bowley, adopte les principes walrassiens.

#### États-Unis
Le premier économiste américain qui a utilisé des méthodes et perspectives walrasiennes est Irving Fisher dans les années 1890. De son côté, Henry Ludwell Moore est convaincu dès 1929 que Walras a bien compris les interdépendances entre toutes les quantités économiques. S'il comprend l'utilité d'un hypothétique état d'équilibre statique, il n'en cherche pas moins à développer une version dynamique du schéma walrassien et à le tester empiriquement.
Toutefois, ce sont peut-être les écrits et l'enseignement de Henry Schultz qui ont fait le plus pour la diffusion de la pensée de Walras dans les années trente aux États-Unis. En effet, c'est lui qui a poussé William Jaffé à lire et traduire les Éléments d'économie politique pure
Schumpeter quant à lui reprend, en mettant davantage l'accent sur l'innovation, la notion d'entrepreneur mise en avant par Walras. Par ailleurs, pour cet économiste, le fait que l'entrepreneur ne gagne de l'argent qu'en situation de déséquilibre permet de mieux comprendre le rôle du profit. Cela explique en particulier pourquoi après qu'une innovation a conduit à des monopoles, de nouvelles firmes vont apparaître jusqu'à ce que le taux de profit de cette branche baisse.

#### Suède

##### Knut Wicksell

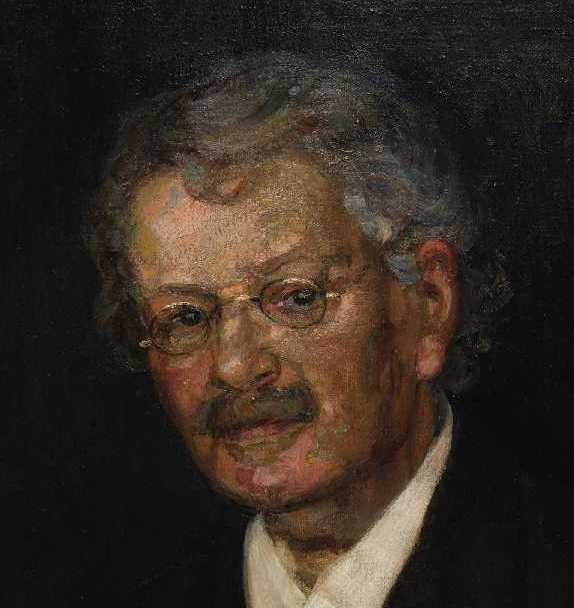
Knut Wicksell

Knut Wicksell connait l'œuvre de Walras comme en témoigne l'usure des nombreux ouvrages de ce dernier qui figurent dans sa bibliothèque. Dans une lettre de 1893, jointe à l'envoi d'un de ses livres, il reconnaît l'influence de Walras même si sur certains points, ils sont en désaccord. Il précise :
| « I have not been able to follow on the subject of production, of capitalization, and of credit, but that does not prevent the fact that, fundamentally, it is always your general method of treating the problem in question that I employ, with the sole modification of having introduced the new conception of capital and interest[…] My debt of gratitude to you is therefore very great, and I hope that I have not failed to mention it in the course of my book » | « Je ne vous suis pas sur les sujets portant sur la production, la capitalisation et le crédit, mais cela n'empêche pas que fondamentalement c'est toujours votre méthode générale de traiter le problème en question que j'emploie avec pour seul changement l'introduction d'une nouvelle conception du capital et de l'intérêt. […] Ma dette de gratitude est grande à votre égard et j'espère ne pas avoir failli à la mentionner dans mon livre. » |

Si la théorie du capital de Wicksell se fonde sur celle de Walras (notamment dans la partie distinguant taux d'intérêt de marché et taux d'intérêt naturel), il l'enrichit en y introduisant à la suite d'Eugen Böhm-Bawerk la notion de temps. De même, si Wicksell est favorable à la libre-concurrence, il ne pense pas comme il suppose que Walras le fait que la maximisation du profit et le bien-être de tous soient compatibles. Cela tient, semble-t-il, à ce qu'ils ont des vues divergentes sur la possibilité des comparaisons interpersonnelles d'utilité et des philosophies sociales différentes.

### Influence sur les développements de la notion d'équilibre général

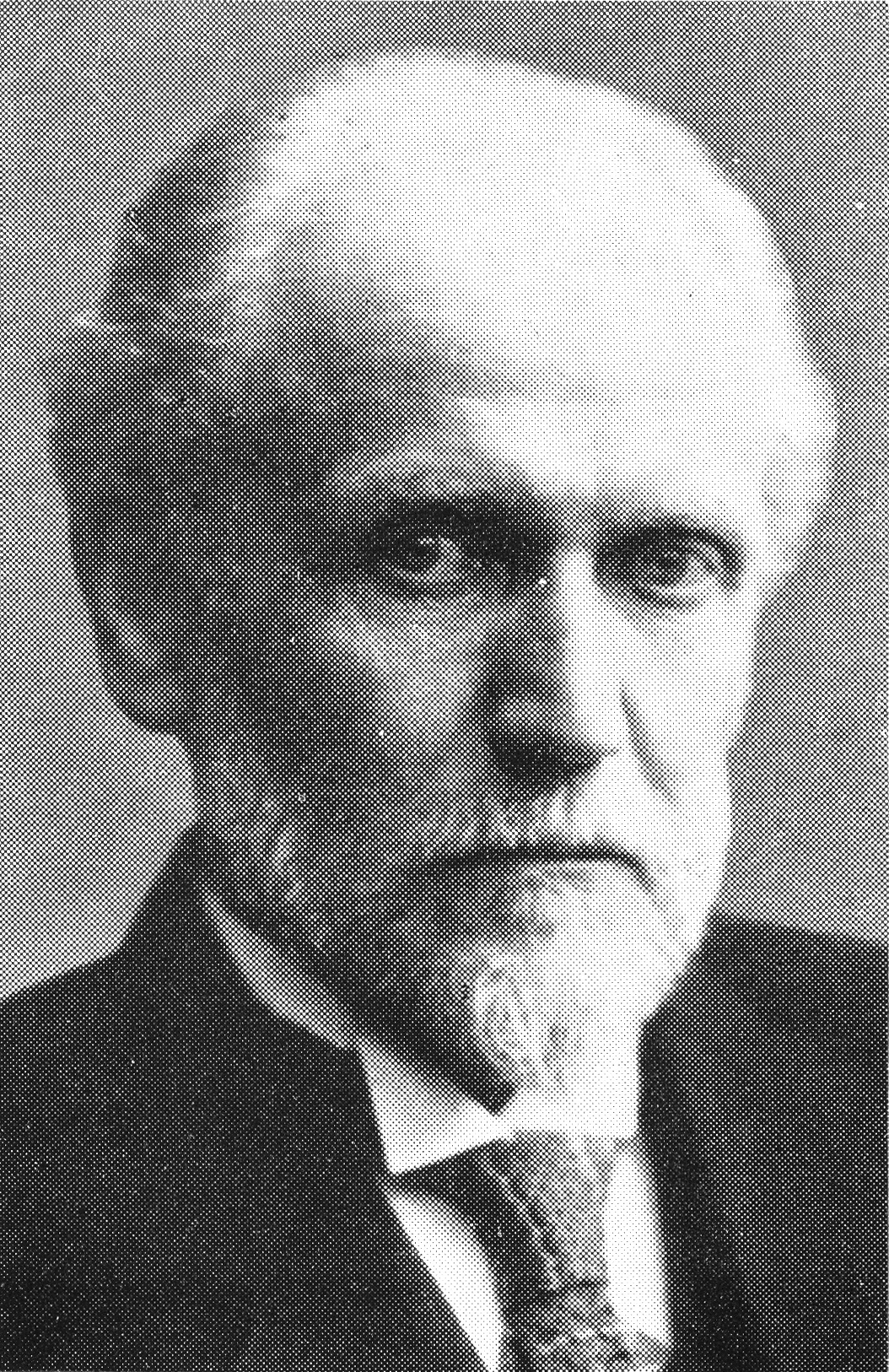
Gustav Cassel

#### Influence sur Karl Gustav Cassel
Dans son premier livre publié en 1899, Cassel veut donner une exposition claire des idées de Walras, mais il omet souvent de citer Walras et Pareto. Cassel s'oppose à eux sur l'utilité marginale moyenne en soutenant que celle-ci ne peut être connue qu'une fois le prix fixé et qu'elle est donc une inconnue, et non une donnée. Cassel refuse aussi d'accepter l'idée que la satisfaction maximale soit obtenue dans le cadre d'une économie de concurrence car pour lui les grandes entreprises sont plus efficaces que les petites. Il n'en demeure pas moins que Cassel utilise l'approche par l'équilibre général et qu'écrivant en allemand et étant rapidement traduit en anglais, il va jouer un rôle important dans la diffusion de la notion d'équilibre général auprès du public anglo-saxon et des Viennois.
Cassel propose trois modèles qui, selon Donald Walker, sont inférieurs à celui de Walras. Son premier modèle suppose que l'offre des biens et services est fixe et définit une fonction de demande agrégée pour chaque bien et service. À la suite de quoi, il suppose que l'offre égale la demande et comme Walras estime qu'il y a équilibre puisqu'il obtient autant de variables que d'inconnues. Dans un second modèle, il suppose que la production est constante. Enfin, dans un troisième modèle, inspiré des travaux de Walras sur la croissance, il élabore un modèle de croissance équilibré anticipant le modèle de Harrod-Domar. Dans ces modèles, il ne cherche pas à démontrer l'équilibre, mais le suppose.

#### Influence sur les viennois, notamment Neumann
Dans les années trente, de nombreux économistes et mathématiciens proches de Vienne vont s'intéresser à la notion d'équilibre général. En 1914, Karl Schlesinger (1889-1939) publie un ouvrage où il étend la théorie de la monnaie de Walras. Dans les années 1930, il popularise une idée de Zeuthen selon laquelle Walras et Cassel surestiment la production en supposant qu'aucun prix ne peut être négatif. Si John von Neumann s'est intéressé à l'équilibre général et a créé un modèle très spécial où les ressources naturelles sont illimitées, son apport majeur reste celui d'avoir introduit le théorème du point fixe dans la détermination de l'existence d'un équilibre général.

#### John Hicks

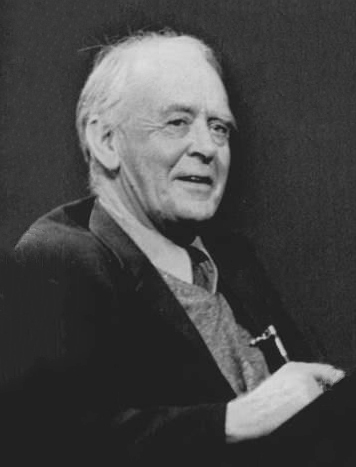
John Hicks en 1972

John Hicks dans son livre de 1939 Value and Capital est celui qui a le plus fortement contribué à mettre au centre de la pensée économique moderne l'équilibre général de Walras. S'il estime que Walras a eu raison de partir du marché compétitif, ce qui lui paraît particulièrement intéressant dans l'approche walrassienne, c'est l'importance donnée aux inter-relations, parlant de Walras, de Pareto et de Wicksell, il remarque:
| « The method of General Equilibrium, which these writers elaborated, was specially designed to exhibit the economic system as a whole, in the form of a complex pattern of interrelations of markets. Our own work is bound to be in that tradition, and to be a continuation of theirs(Hicks 1939, p.2) » | « La méthode de l'équilibre général, que ces auteurs ont élaborée, a été spécialement conçue pour présenter le système économique comme un tout, sous la forme d'un ensemble complexe d'interrelations entre les marchés. Notre propre travail s'inscrit dans cette tradition et est une continuation des leurs. » |

Sur deux points Hicks s'éloigne de Walras. D'une part, il veut aller plus en avant dans la détermination d'une théorie du capital. D'autre part, il ne suit pas l'économiste de Lausanne quand il élimine la possibilité de déséquilibre des transactions en recourant au commissaire priseur. Il préfère supposer que le prix de déséquilibre est probablement proche du prix d'équilibre. S'il fait cette hypothèse, c'est que ce qui l'intéresse n'est pas le processus d'équilibrage en lui-même, mais les interrelations

#### Arrow, Debreu, Hahn
Si Hicks n'est guère intéressé à prouver l'existence d'un équilibre, Kenneth Arrow et Debreu au contraire tentent de déterminer à quelles conditions et avec quelles hypothèses l'équilibre peut exister. Pour cela, ils vont utiliser les travaux de Nash sur l'utilité de la théorie des jeux dans la démonstration de l'existence d'un équilibre dans un jeu à plusieurs personnes. En 1971, Arrow et Frank Hahn construisent un modèle de type walrassien purement virtuel en recourant à un super commissaire priseur.
Entre 1972 et 1974 une série d'articles de Hugo Sonneschein, Mantel et Debreu mènent à l'élaboration du Théorème de Sonnenschein. Il en ressort que si on sait qu'il y a un vecteur de prix d'équilibre général, « on ne sait pas comment le système économique conduit à cet équilibre » Par la suite, le programme de recherche sur l'équilibre général va se fractionner et suivre selon Jean-Sébastien Lenfant quatre voies. Ceux qui poursuivent le programme antérieur ; Herbert Scarf qui lui va se focaliser sur une utilisation instrumentale de l'équilibre général; Le courant Brown-Matzkin-Chiappori qui voit comme une nécessité de recourir à des énoncés falsifiables pour aboutir à une théorie de l'équilibre général vraiment falsifiable; le courant Hildenbrand-Grandmont qui va recourir à des hypothèses remettant en cause les principes de parcimonie et d'individualisme.

## Publications
- Francis Sauveur, chez l'auteur, 1858 (lire en ligne)
- « De la propriété intellectuelle », Journal des économistes, t. 24,‎ 1859 (De la propriété intellectuelle (Wikisource))
- L'Économie politique et la justice : examen critique et réfutation des doctrines économiques de M. P. J. Proudhon précédé d'une introduction à l'étude de la question sociale, Guillaumin, 1860 (L'Économie politique et la justice (Wikisource))
- « Paradoxes économiques I », Journal des économistes,‎ 1860
- Théorie critique de l'impôt : précédée de Souvenirs du Congrès de Lausanne, Guillaumin, 1861 (lire en ligne)
- Les Associations populaires de consommation, de production et de crédit : leçons publiques faites à Paris en janvier et février 1865, Dentu, 1865 (Les Associations populaires de consommation, de production et de crédit (Wikisource))
- La Bourse et le crédit, Paris Guide, 1867
- Recherche de l'idéal social : leçons publiques faites à Paris, Guillaumin, 1868 (lire en ligne)
- « Principe d'une théorie mathématique de l'échange », Journal des économistes, t. 34,‎ 1874 (Principe d'une théorie mathématique de l'échange (Wikisource))
- Éléments d'économie politique pure, ou théorie de la richesse sociale, Guillaumin, 1874 (lire en ligne sur Gallica)
- « Théorie mathématique de l'échange - Question de priorité » (Correspondance entre M. Jevons, professeur à Manchester, et M. Walras, professeur à Lausanne), Journal des économistes, t. 34,‎ 1874 (Théorie mathématique de l'échange - Question de priorité (Wikisource))
- « L'État et le chemin de fer », le Nouvelliste Vaudois,‎ 1875 (L'État et le chemin de fer (Wikisource))
- Théorie mathématique de la richesse sociale, Guillaumin, 1883 (Théorie mathématique de la richesse sociale (Wikisource))
- Notice autobiographique de Léon Walras 1893.
- Études d'économie sociale : Théorie de la répartition de la richesse sociale, Pichon, 1896 (lire en ligne sur Gallica)
- Études d'économie politique appliquée : Théorie de la production de la richesse sociale, Pichon, 1898 (lire en ligne sur Gallica)
- « Théorie du crédit », Revue d'économie politique,‎ 1896 (Théorie du crédit (Wikisource))
- « Sur les équations de la circulation », Bulletin de la Société vaudoise des sciences naturelles, vol. 35,‎ 1899 (lire en ligne)
- « Cournot et l'économique mathématique », La Gazette de Lausanne,‎ 1905 (lire en ligne)
- « La Paix par la justice sociale et le libre-échange », Questions pratiques de législation ouvrière et d'économie sociale, t. VIII,‎ 1907 (lire en ligne sur Gallica)
- Léon Walras, autobiographie (1908)
- « Économique et mécanique », Bulletin de la Société vaudoise de sciences naturelles, vol. 45,‎ 1909 (lire en ligne)

### Œuvres économiques complètesd’Auguste et Léon Walras
14 volumes édités par Pierre Dockès, Pierre-Henri Goutte, Claude Hébert, Claude Mouchot, Jean-Pierre Potier et Jean-Michel Servet, Paris : Economica, 1987-2005.
Auguste Walras :
- I-Richesse, liberté et société
- II-La vérité sociale
- III-Cours et pièces diverses
- IV-Correspondance

Léon Walras :
- V-L’économie politique et la justice
- VI-Les associations populaires coopératives
- VII-Mélanges d’économie politique et sociale
- VIII-Éléments d’économie politique pure ou Théorie de la richesse sociale
- IX-Études d’économie sociale : Théorie de la répartition de la richesse sociale
- X-Études d’économie politique appliquée : Théorie de la production de la richesse sociale
- XI-Théorie mathématique de la richesse sociale (et autres écrits d’économie pure)
- XII- Cours
- XIII-Œuvres diversesXIV-Tables et index